# Buceo

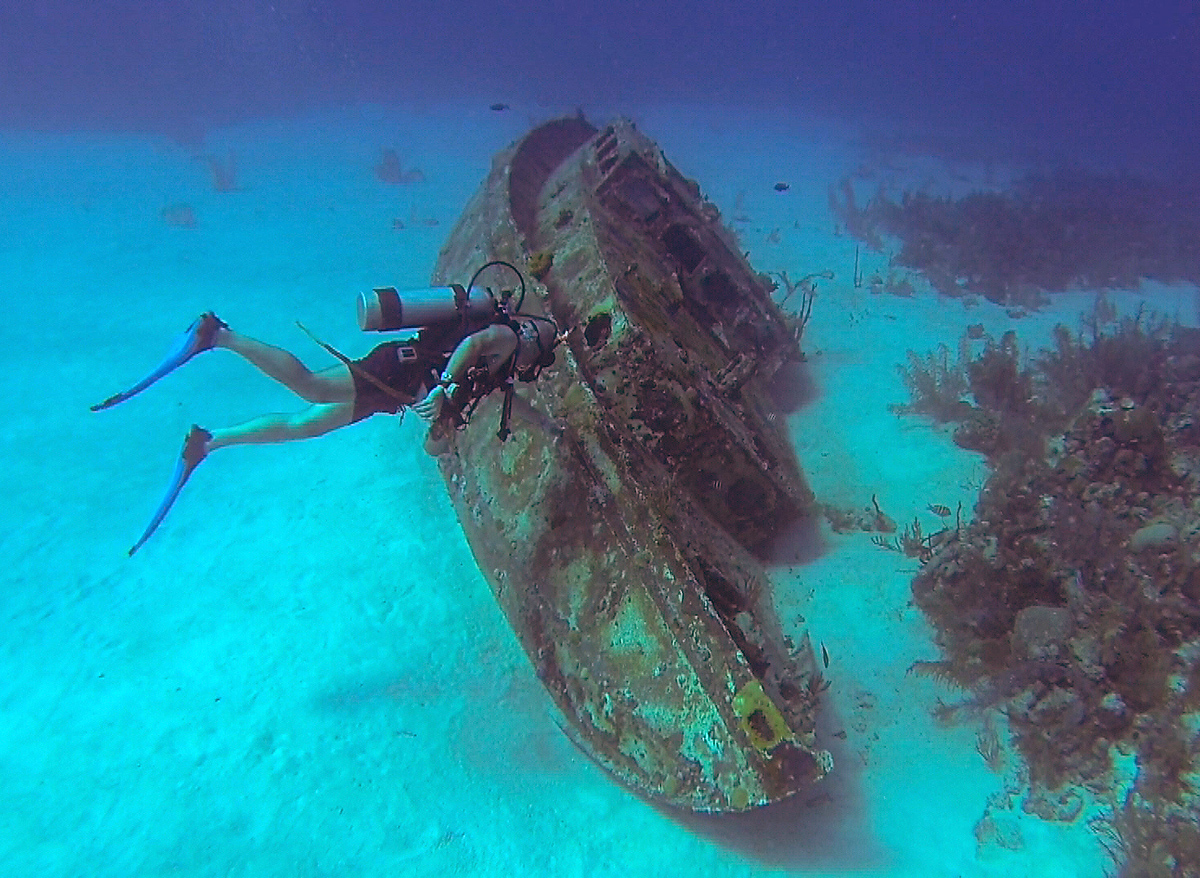
Buceando en un naufragio en el Mar Caribe.

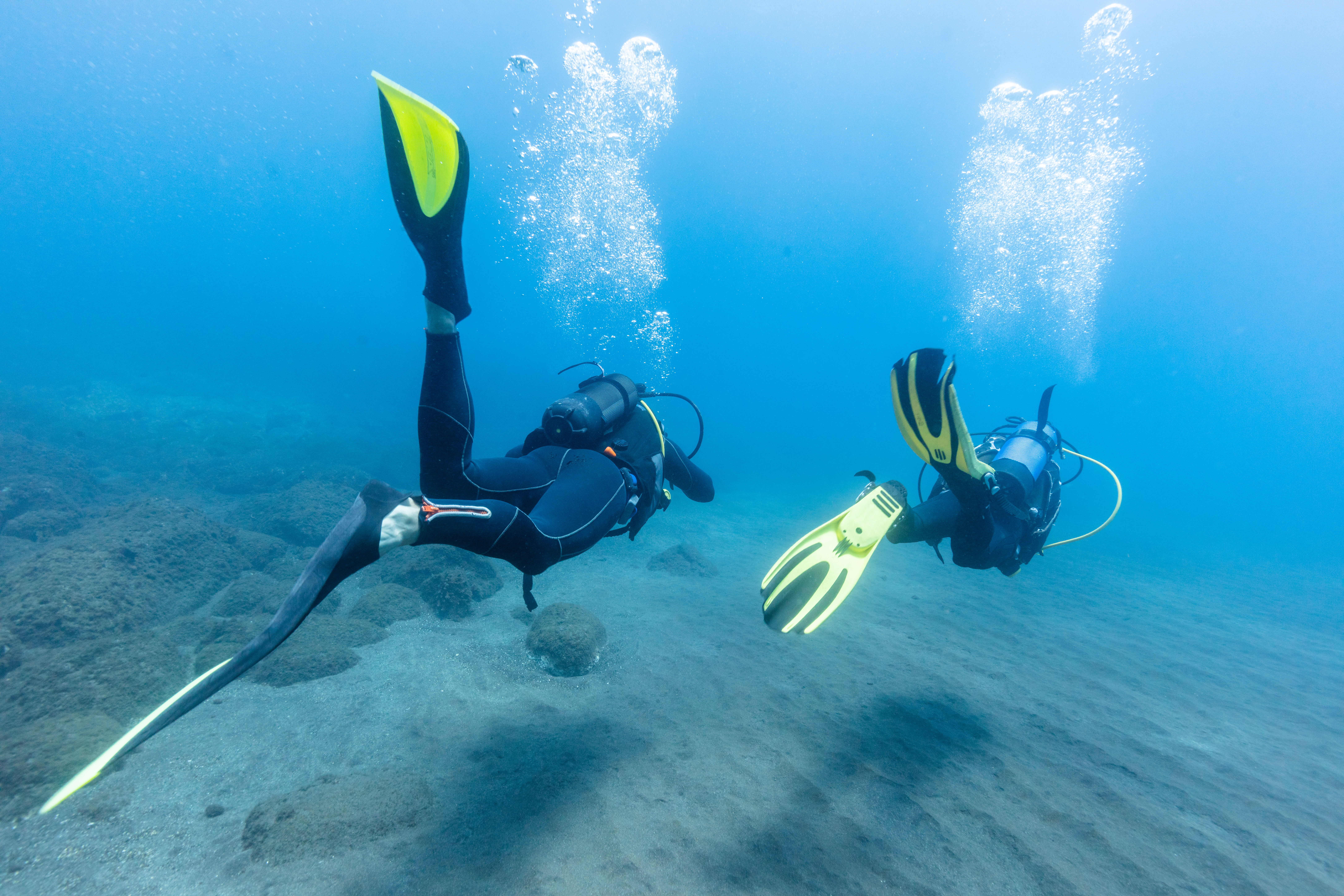
Buceadores con botellas de aire comprimido.

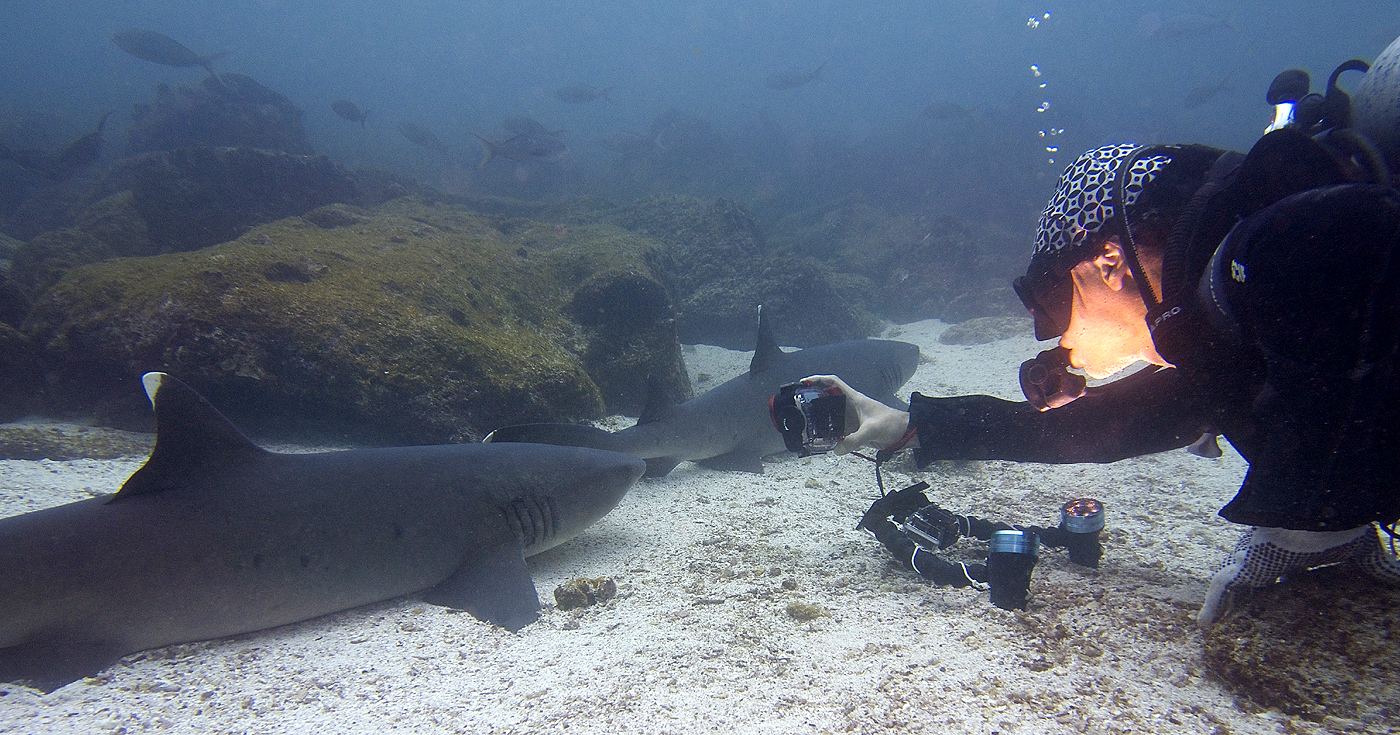
Buceador fotografiando tiburones punta blanca.

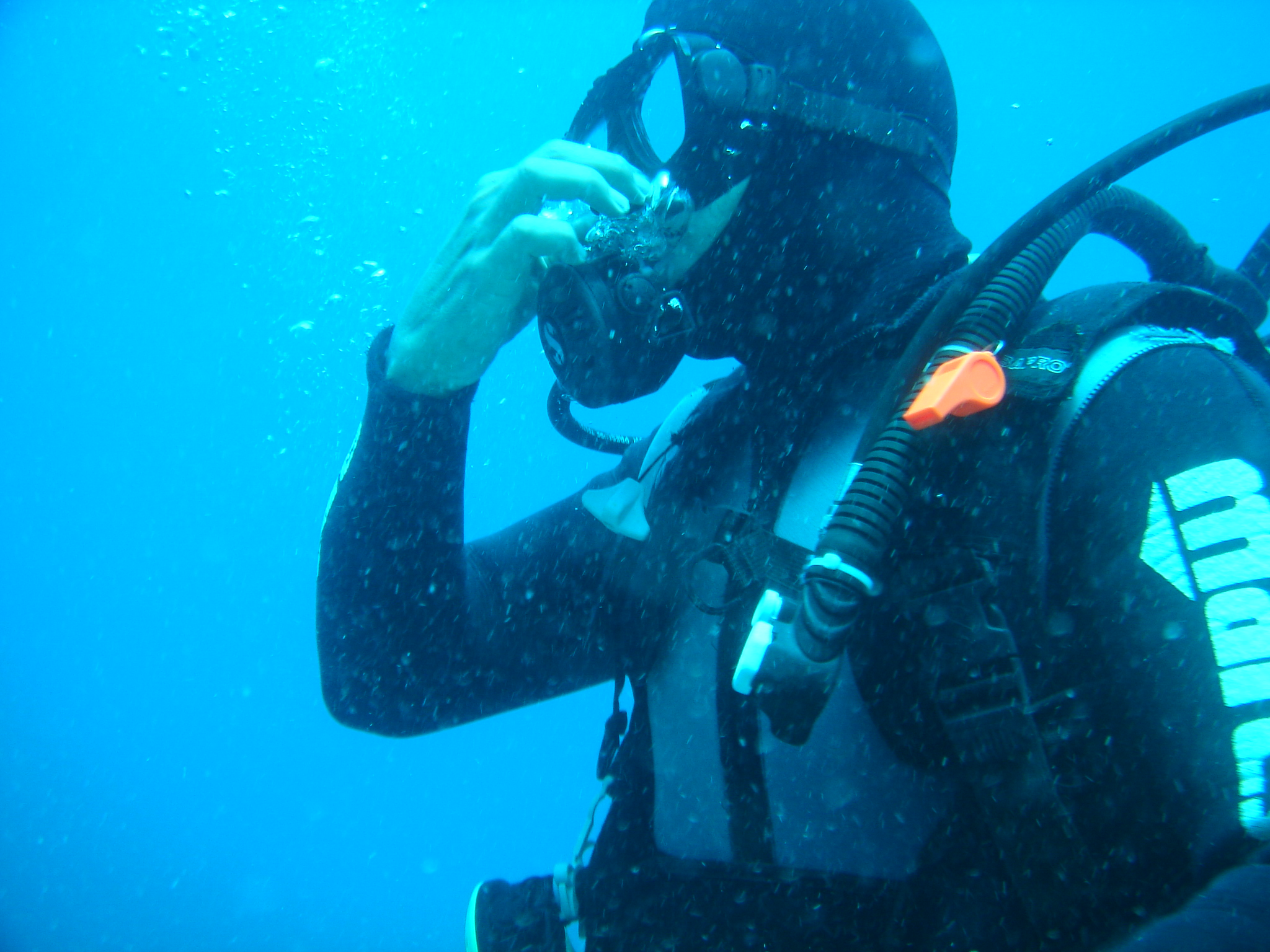
Buzo descendiendo.

El buceo es el acto por medio del cual el ser humano se sumerge en el agua, ya sea el mar, un lago, un río, una cantera inundada o una piscina, con el fin de desarrollar una actividad deportiva, profesional, científica o militar con o sin ayuda de equipos especiales. Se denomina escafandrismo al buceo con escafandra, mientras que al buceo a pulmón (sin aparatos de respiración) se le llama apnea o buceo libre. El término submarinismo define con exactitud la práctica del buceo en el mar, que es además, y con creces, el buceo más practicado en todo el mundo. Al buceo practicado en cuevas o galerías inundadas de minas se le llama espeleobuceo y al buceo en lagos de montaña, denominado buceo de altura.
En casi todas las modalidades que recurren a aparatos de respiración, el sistema más utilizado es el de la escafandra autónoma (un regulador alimentado por una o más botellas de aire comprimido). La tecnología del regulador permite reducir la alta presión de una reserva de aire comprimido a la presión del agua que rodea al buceador, de modo que este pueda respirar con normalidad y con independencia de cables y tubos de suministro de aire desde la superficie. En 1943 los franceses Jacques-Yves Cousteau y Émile Gagnan fueron los inventores de los reguladores utilizados todavía actualmente en el buceo autónomo (tanto profesional como recreativo). Otros dispositivos de buceo autónomo ya habían sido experimentados anteriormente (regulador de Théodore Guillaumet de 1838, regulador Rouquayrol-Denayrouze de 1864, manoregulador de Yves Le Prieur de 1926, regulador de René y Georges Commheines de 1937 y 1942, reciclador de aire SCUBA de Christian Lambertsen de 1940) pero ha sido el regulador de tipo Cousteau-Gagnan el que se ha impuesto hasta nuestros días, principalmente por la sencillez y fiabilidad de su mecanismo así como por su ligereza y facilidad de transporte durante las inmersiones.

## Historia y origen

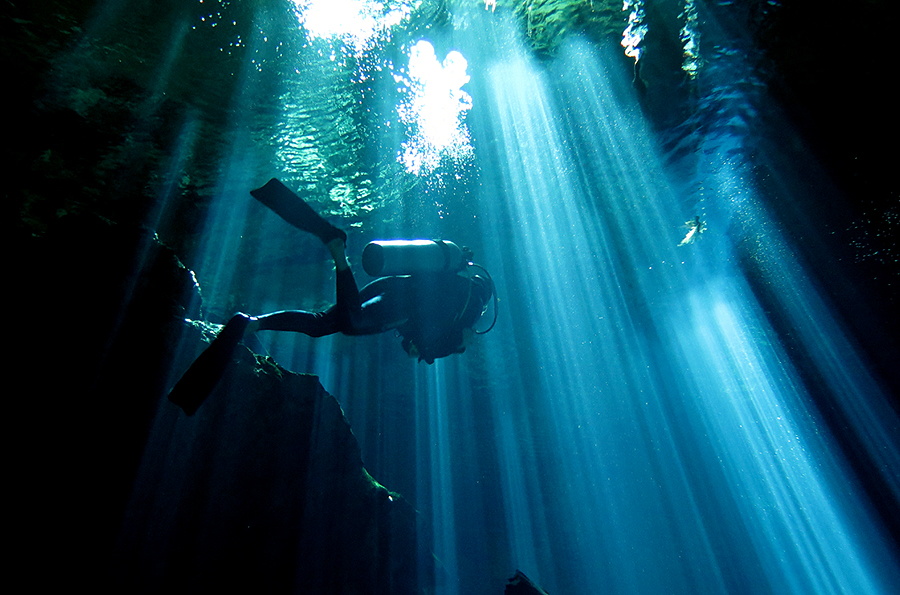
Buceo en cuevas.

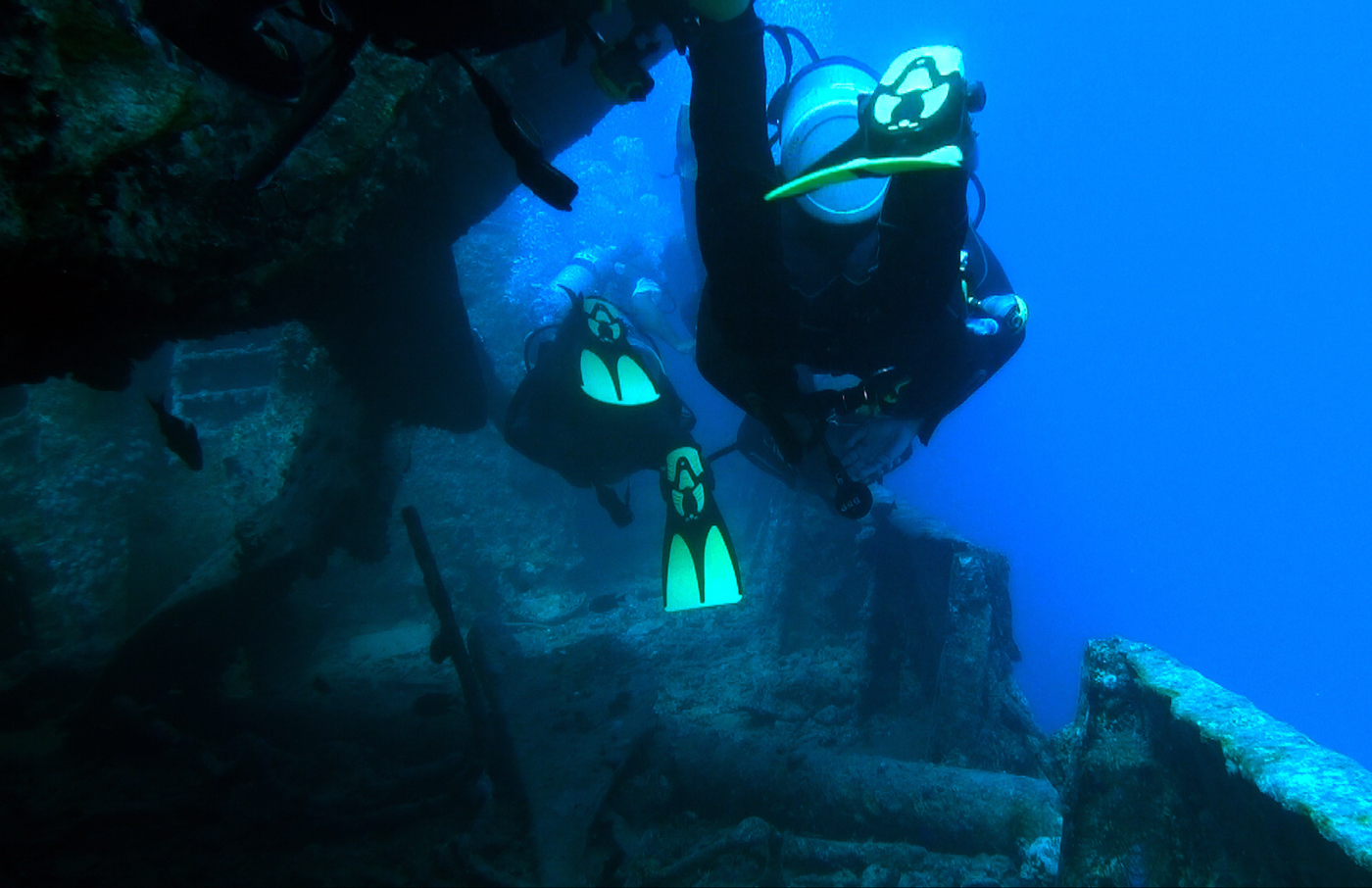
Buzos recorriendo un naufragio de la Segunda Guerra Mundial.

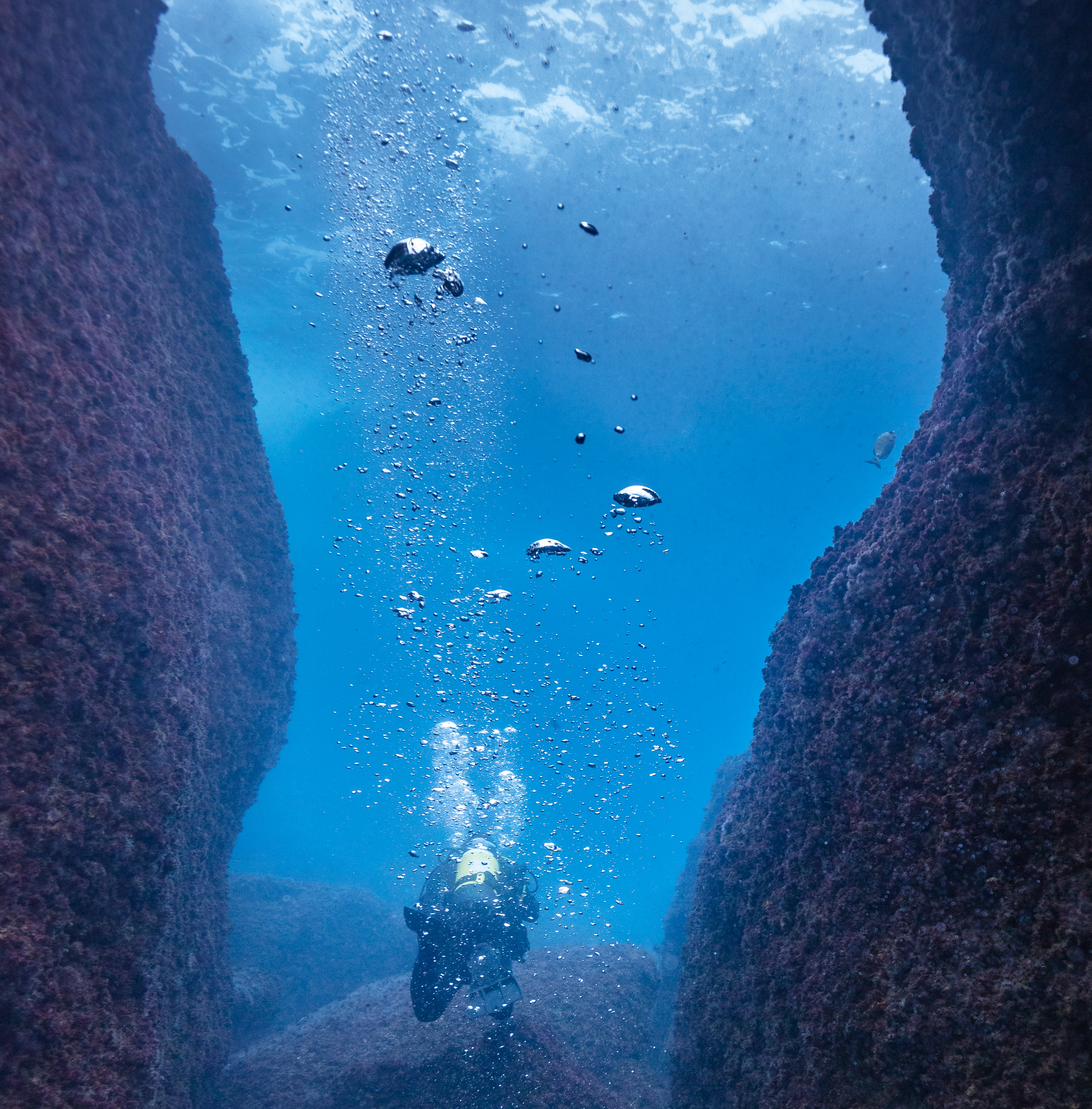
Submarinista cruzando un estrecho bajo la isla de Corbera, Santander, España.

Existen pruebas de que el buceo en apnea ha sido practicado durante miles de años para conseguir alimentos o riquezas (perlas o coral, por ejemplo) y también con fines militares.
El buceo con escafandra, utilizando casco y respirando aire suministrado desde superficie, se empezó a desarrollar a lo largo del siglo XVI, siendo obligatoria la presencia de dos buzos a bordo de todas las flotas españolas de la Carrera de Indias desde al menos 1605.
...haciendo para cada vno vn ynstrumento a manera de alquitara, elqual fe forma y haze de buena baqueta grafa tan largo como 8 pies o por lo menos de 6. cerrado por arriba, y tambien junto y cofido que en ninguna manera podia entrar en el el agua y en la testera y façie del engaftados y cofidos vnos antojos de vidrio fuertes o de cuerno transparente muy delgado y claro, de tal manera que la vifta de la perfona que lo lleua puefto pueda bien y façilmente ver dentro del agua lo que puede facar, efte ynftrumento Señor en caxa tambien a la perfona del bufano que le lleua en la cabeza que engaftandole vna correa con que çiñe y estrecha la parte del cuello, con otra afimismo fuertemente ligaa a la çintura deforma que el agua no tiene lugar de entrar por ninguna parte, y en aquella delgada y lagufima manga hecha del mifmo cuero a manera de trompa de elefate y hueca q fale arriba hafta la fuperfiçie de agua, y fiendo en parte fomera como muestra la figura es la mejor, pero en hondura a defer como efta dicho arriba, el tal bufano libre y desenfadada mente va echando el refueffo y aliento de la fuerte y manera que la figura mejor muestra, y además de lo dicho me contraon que defpues de tal y nuiftidura feponia cada vno dos contrapesos de plomo en los pies por que la naturaleça del agua no entretuuiefe, y aunque cada qual buen nadadador, lleuaua atada vna cuerda de baxo del braço para quando vuife atalado y ligado bien la pieça...

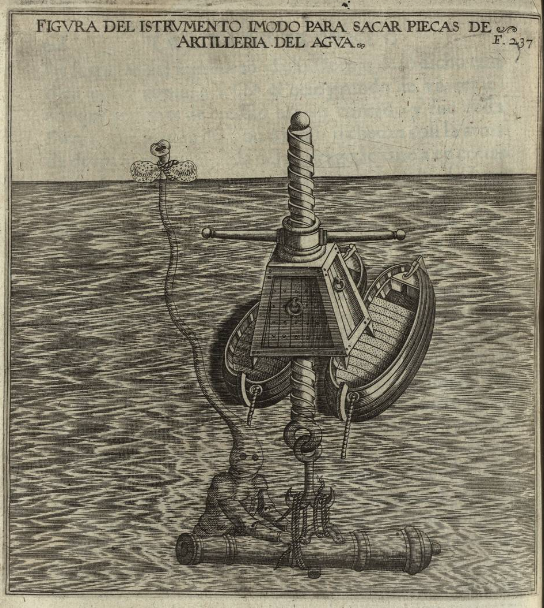

No obstante la escafandra limita la movilidad del buceador porque este se mantiene conectado a la superficie por una manguera de aire. La búsqueda de la autonomía por parte de los inventores (el buceo autónomo es aquel que no requiere conexión alguna con la superficie) produjo a lo largo del siglo XIX algunos inventos de eficacia limitada, siendo el más notable de ellos el regulador Rouquayrol-Denayrouze que Julio Verne menciona en su novela Veinte mil leguas de viaje submarino.
Pero no fue hasta 1942 que la tecnología iba a dar un salto de gigante y permitir definitivamente que el hombre pudiese bucear con total independencia de la superficie. En ese año Émile Gagnan (ingeniero empleado en Air Liquide, empresa de París especializada en gases comprimidos) miniaturizó un regulador Rouquayrol-Denayrouze para adaptarlo a los motores gasógenos de los automóviles, pues los alemanes ocupaban Francia y confiscaban toda la gasolina. Henri Melchior, suegro de Jacques-Yves Cousteau y propietario de Air Liquide, pensó entonces que ese regulador podía serle útil a su yerno Cousteau. Melchior sabía que este último intentaba poner a punto un sistema de respiración subacuática que concediera plena autonomía al buceador. Presentó a los dos hombres en París en diciembre de 1942 y estos se pusieron a trabajar juntos.
En pocas semanas, a principios de 1943, pusieron a punto un primer prototipo de regulador en las fábricas que Air Liquide tenía y tiene todavía hoy en día en Boulogne-Billancourt. Cousteau hizo los primeros ensayos de este prototipo en el Marne, vigilado desde la superficie por Gagnan y un amigo de este, llamado Gauthier. El ensayo de ese primer prototipo fue un fracaso. Tal como Cousteau lo describe en su libro El mundo del silencio, cuando estaba en posición horizontal todo iba bien, pero cuando se ponía en posición vertical con la cabeza arriba el aire se escapaba libre y continuamente por el regulador, mientras que cuando estaba cabeza abajo se producía lo contrario, el aire llegaba con dificultad.
En poco tiempo Gagnan y Cousteau encontraron la solución al problema y diseñaron un segundo prototipo. Cuando estuvo terminado Cousteau se encontraba en Bandol, en el sur de Francia, y Gagnan se lo envió por correo exprés. Cousteau esperaba el envío de Gagnan en Bandol porque su amigo Philippe Tailliez poseía allí una villa al borde del mar, en frente de la playa de Barry. Cousteau también tenía una villa cercana, la villa Baobab, en el pueblo de al lado, Sanary-sur-Mer, pero la playa a la que daba la villa de Tailliez se encontraba en una pequeña cala apartada y era idónea para ensayar material de buceo fuera de la vista de los alemanes, que entonces todavía ocupaban Francia.
El envío llegó a la estación de tren de Bandol una mañana de junio de 1943. Cousteau puso a prueba el aparato de inmediato, con la ayuda de su esposa Simone y de sus amigos Frédéric Dumas y Philippe Tailliez. Mientras Simone se quedó en superficie con máscara de buceo y tubo respirador, vigilando a su esposo durante el ensayo, Dumas y Tailliez se quedaron en la playa, con Dumas (excelente apneísta) dispuesto a intervenir a la más mínima señal de alarma por parte de la señora Cousteau. Esta vez el ensayo fue un éxito. Una placa colocada en las alturas de esa playa en 1997 por el museo del buceo de Sanary-sur-Mer (el Musée Frédéric Dumas) conmemora ese momento histórico: el nacimiento del buceo moderno.
El regulador Cousteau-Gagnan se valió de cierto número de inventos anteriores para combinar una botella llena de aire comprimido y un regulador que da aire al buceador cuando este lo requiere. La botella de aire comprimido, ya en 1942 más segura y con más capacidad que las reservas de gases habidas hasta entonces, había sido uno de los avances de la empresa Air Liquide.
El regulador, al menos en la forma que conoció Gagnan, había sido el inventado por Benoît Rouquayrol en 1860 y adaptado al submarinismo por Auguste Denayrouze en 1864. Miniaturizando el regulador Rouquayrol-Denayrouze y adaptándolo a una botella de aire comprimido segura y de mayor autonomía que las botellas de épocas anteriores, Émile Gagnan y Jacques-Yves Cousteau pusieron a punto el primer equipo autónomo de respiración subacuática propiamente dicho.
Desde ese momento el buceador se libró del cordón umbilical que le mantenía unido a la superficie. En 1957, con un equipo fabricado por la empresa Nemrod permitió al barcelonés Eduard Admetlla a sumergirse hasta los 100 metros de profundidad estableciendo así un récord mundial.
Partiendo de este invento se han realizado muchas mejoras e innovaciones tanto en diseño como en la calidad del equipo de buceo, pero el principio básico permanece. Sorprendentemente, esta tecnología se ha mantenido casi sin cambios durante más de cincuenta años.

## Modalidades de buceo

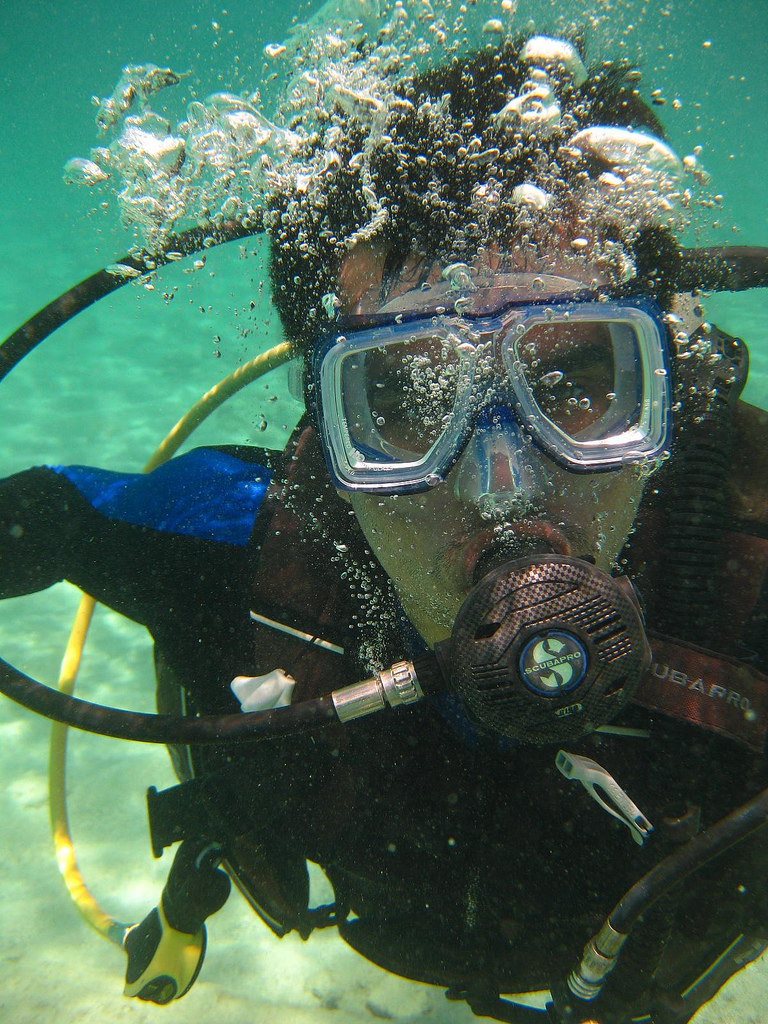
Buceo con escafandra autónoma

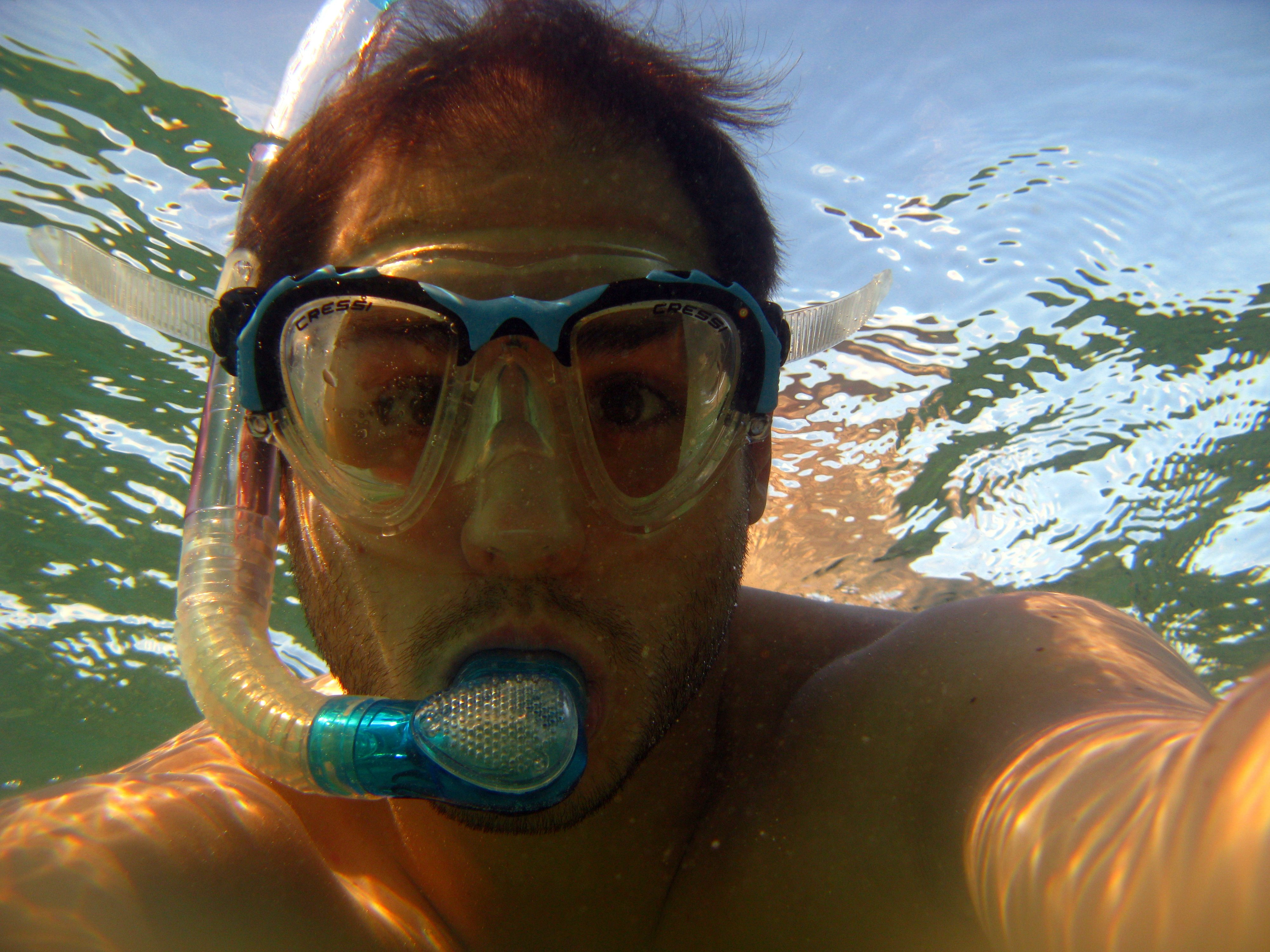
Buceo con snorkel

El buceo recreativo se practica en dos modalidades: el buceo libre o en apnea (griego: apnoia, descenso a la profundidad del mar a pulmón libre, es decir, sin equipos de submarinismo tradicionales), y el buceo autónomo o con escafandra autónoma. Las técnicas de apnea y con equipo autónomo con aire pertenecen a la categoría recreativa. También se considera buceo recreativo el uso de mezclas de aire enriquecido (Nitrox) con porcentajes de O2 hasta el 40 %, mientras que las técnicas de buceo autónomo con otras mezclas de gases (Nitrox más enriquecido, Heliox, Trimix) o el uso de recicladores de aire (también llamados «dispositivos de asistencia de respiración reciclada» o rebreathers) se consideran dentro de la categoría de buceo técnico o profesional, debido al riesgo y al nivel de preparación requerido por el buzo que las emplea. Según las distintas escuelas y normativas, el buceo recreativo se limita por lo general a los 20-40 metros de profundidad, mientras que en el buceo profesional, con mezclas especiales de gases, se suelen alcanzar profundidades superiores a los 100 m.
El buceo libre o en apnea consiste en realizar inmersiones manteniendo la respiración después de una profunda inspiración en superficie. Puede practicarse sin ningún equipo especial, pero la configuración recreativa actual consta de una máscara apropiada, aletas, tubo de respiración o esnórquel, lastre, y si es necesario, un traje de material termoaislante. Es la forma de buceo más sencilla y más antigua empleada por el hombre, y aparece en diversas regiones y culturas para explotar fuentes de alimento (peces, crustáceos y moluscos), recursos útiles (algas, esponjas, corales) y recursos de valor cultural o económico (perlas).
En el buceo autónomo el buzo utiliza una botella con aire comprimido que le permite ir respirando el aire almacenado, dotándolo de una autonomía considerable (usualmente, en torno a una hora). Además del equipo básico y de la propia botella, se emplea un arnés, un mecanismo de flotabilidad —el arnés y el sistema de flotabilidad integrados reciben el nombre chaleco hidrostático, chaleco de flotabilidad (también llamado chaleco estabilizador), un regulador (sistema de válvulas, tubos y boquillas que permiten respirar el aire de la botella), y un sistema de lastre. No obstante, los estándares de seguridad actuales requieren una serie de instrumentos que le permiten saber a qué profundidad se encuentra y qué presión de aire le queda, llamados profundímetro y manómetro, respectivamente. También se están popularizando los ordenadores de buceo, que en función de la profundidad, la mezcla de aire y el tiempo de permanencia bajo el agua, indican al buceador en cada momento los límites de profundidad en los que puede permanecer.
El buceo recreativo (libre o autónomo) es una actividad segura, pero que presenta riesgos específicos que exigen conocimiento y responsabilidad por parte de sus practicantes. Una preparación adecuada, la familiaridad con el equipo empleado, el conocimiento y aplicación de las medidas de seguridad, un mínimo de conocimientos técnicos y fisiológicos, y el respeto por los organismos del medio acuático son las condiciones mínimas para realizar satisfactoriamente estas actividades.

## Reglamentación, control y formación

Nivel de educación buceo con.

La divulgación de la experiencia subacuática gracias a documentales difundidos en los medios (como los de Jacques Cousteau), la investigación para la comprensión de la fisiología del buceo, y la mejora de los equipos han contribuido a esta expansión de la actividad.
Existen diferentes especialidades en el ámbito comercial, militar y recreativo, como la fotografía submarina, el buceo profundo, buceo en pecios, buceo en cavernas, buceo nocturno, arqueología submarina, investigación biológica, mantenimiento naval, pesca submarina, o recuperación y rescate, o por pura diversión, entre otros. La práctica de algunas de estas especialidades exige cursos de formación previa.
Las particularidades fisiológicas del buceo hacen necesario el seguimiento de reglas estrictas y el respeto de los límites de seguridad, por lo que la práctica segura del buceo  (particularmente en el caso del buceo autónomo) requiere de una formación específica. Cada país es responsable de la reglamentación y control de este tipo de actividad recreativa, y por regla general se exige una titulación reconocida que certifique el conocimiento de las reglas y normas, así como en determinados casos, un mínimo experiencia, que habitualmente se establece exigiendo un determinado número de inmersiones previas. El número de inmersiones requeridas oscila habitualmente entre 15 y 50, en función de la dificultad del sitio de buceo.
En el mundo hay diferentes agencias certificadoras y entidades gubernamentales o privadas que se encargan de garantizar estos procesos. Las principales son:  Confederación Mundial de Actividades Subacuáticas (C.M.A.S.) esta se encarga de expedir sus titulaciones mediante las Federaciones Nacionales, en España mediante la Federación Española de Actividades Subacuáticas (F.E.D.A.S.), la SSI Escuela Internacional de Buceo (S.S.I.), la Asociación Profesional de Instructores de Buceo (P.A.D.I.), Scuba Diving International (SDI), la International Diving Association (I.D.A.), American Canadian Underwater Certification (A.C.U.C.), NAUI Asociación Nacional (Americana) de Instructores Subacuáticos (NAUI), (IDEA) International Diving Educators Association, y (B.S.A.C.), SWAT Diving - Subacuatic World Agency Training, entre otros. Estos organismos son los garantes del conocimiento de los estándares mínimos de formación para cada nivel de competencia de sus alumnos afiliados. Los diferentes estándares mínimos de seguridad adoptados por dichas agencias certificadores de buceo se basan en los establecidos por las Organizaciones Internacionales de control de calidad como CMAS (Confédération Mondiale des Activités Subaquatiques), EUF (European Underwater Federation), IDSA (International Diving Schools Association), IMCA (International Marine Contractors Association), WRSTC (World Recreational Scuba Training Council) e IDSSC (International Diving Safety Standards Commission). El nivel de competencia certificada del buzo se ve reflejado en el tipo de titulación.
Durante inmersiones en aguas abiertas y con tráfico es obligatoria la declaración de la actividad a las demás embarcaciones mediante una «boya deco» (bandera de advertencia). En el Código Internacional de Señales se estipula que la bandera alfa (A) en una embarcación estacionaria significa «Buzo sumergido, mantenga distancia». La bandera roja con diagonal blanca es utilizada internacionalmente como identificación del buceo recreativo, pero no es válida como aviso para la navegación, ya que no forma parte del Código Internacional de Señales de la OMI (Organización Marítima Internacional).
Si bien para la práctica del buceo recreativo todas las certificadoras recalcan que la regla más importante es nunca bucear solo, existe discusión al respecto, en 2001 Drew Richardson, un importante miembro de PADI, se pronunció en forma favorable al buceo solitario, reconociendo que este puede ser aceptado para buceadores debidamente calificados y con la experiencia necesaria.

## Equipo necesario

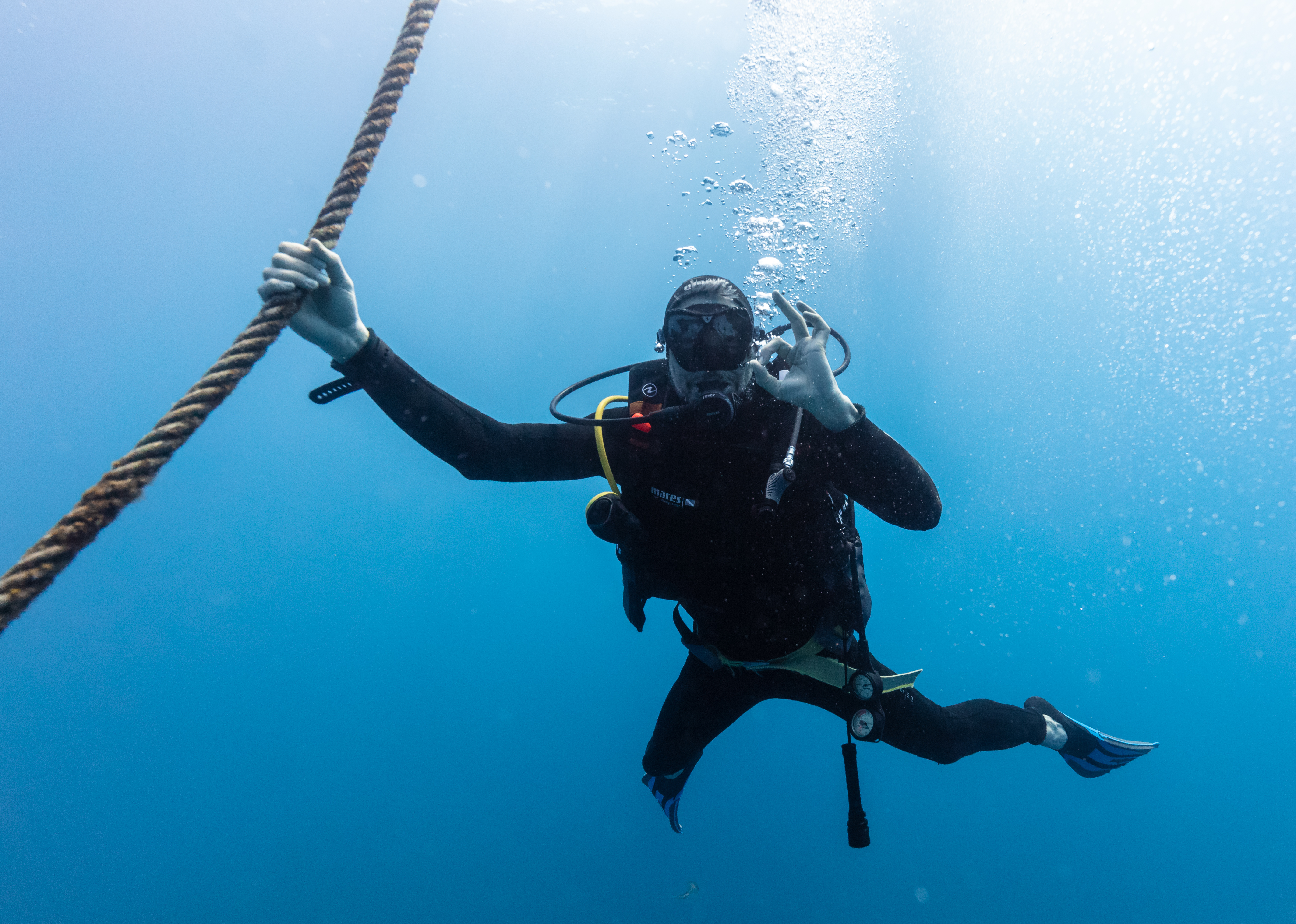
Buceador con el equipo necesario.

El equipo necesario para el buceo se divide en equipo ligero (aletas, visor, y tubo respirador o esnórquel) y equipo autónomo (botella, chaleco hidrostático, regulador con profundímetro y manómetro, y lastre). Adicionalmente, el equipamiento del buceo autónomo también suele incluir un ordenador de buceo, una boya de señalización, una linterna, y un pequeño cuchillo, y en función de la temperatura y las corrientes, un gorro y unos guantes.

### Equipo básico
Es aquel que posibilita el buceo en apnea. Los elementos que componen este equipo son:

#### Máscara o visor
Es el elemento que permite ver bajo el agua evitando el contacto directo del agua salada o con cloro con los ojos. El ojo humano no está preparado para ver dentro del agua, esto se debe a que el índice de refracción de la luz no es el mismo en la superficie de contacto ojo-aire que en la superficie ojo-agua, lo que altera el enfoque volviendo la imagen borrosa, con la máscara se interpone una capa de aire entre los ojos y el agua, facilitando la visión.
La máscara está compuesta de un faldón de goma, látex o silicona que se adapta a la cara creando un cierre hermético, unos cristales planos de vidrio templado, y unas tiras ajustables para sujetar la máscara a la cabeza del buceador. Una buena máscara debe reunir las siguientes condiciones:
- El visor debe incluir la nariz en su volumen interno, a fin de permitir equilibrar presiones evitando el fenómeno de ventosa.
- El espacio para la nariz debe ser flexible para permitir realizar la maniobra de Valsalva.[14]
- Debe ser estanca, de manera que el faldón se ajuste perfecta y cómodamente al perfil de la cara.
- Si se destina a buceo en apnea debe tener el menor volumen de aire posible en el interior.

#### Tubo respirador oesnórquel
El esnórquel es un tubo de plástico medianamente flexible con forma de bastón que permite respirar en superficie con la cara bajo el agua. Los buceadores lo utilizan en apnea, y hace parte del equipo obligatorio del buzo recreativo, quien lo utiliza para respirar cuando está en la superficie, ahorrando así el aire de su botella. Existe gran variedad de «esnórquels»: con válvulas de purga para facilitar expulsar el agua del tubo, con trampa de olas, que evitan que ingrese agua por el extremo abierto, rígidos, flexibles, etc.

#### Traje de buceo

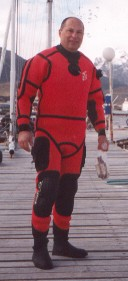
Traje seco de neopreno para buceo

El cometido del traje de buceo es proteger al buzo de la hipotermia. El aislamiento térmico de la piel no está adaptado al medio acuático: debido a que el calor específico del agua es superior al del aire, el cuerpo en inmersión pierde calor mucho más rápido. En aguas por debajo de los 27 °C es recomendable estar aislado térmicamente; temperaturas menores de 22 °C hacen necesario estarlo y con 15 °C o menos es indispensable un buen aislamiento térmico.
Existen tres tipos básicos de trajes de aislamiento: los trajes húmedos, los trajes semisecos y los trajes secos o estancos. Los primeros generalmente son trajes confeccionados en materiales espumosos y resistentes (habitualmente neopreno), que conforman una capa de aislamiento entre el medio y la piel, pero no son estancos. Su eficiencia depende del grosor de la espuma y del ajuste al cuerpo. Los trajes húmedos pueden ser cortos o largos y, en función del número de piezas, se clasifican en trajes monopieza o de dos piezas: pantalón y chaqueta.
Los trajes secos pueden ser de dos tipos: de neopreno y trilaminados. Cuentan con refuerzos de estanqueidad en puños, tobillos, cuello y una cremallera especial que evitan la entrada de agua entre el traje y la piel, son más eficaces que los húmedos, manteniendo el cuerpo fuera del contacto con el agua, limitando considerablemente la pérdida de temperatura. Suele combinarse con ropa interior térmica. Una complicación extra radica en que el aire dentro del traje está sometido a compresión, por lo cual debe trabajarse en su compensación durante el buceo al igual que se hace con el aire del BCD, para esto tiene válvulas de llenado y exhaución y se dictan cursos de la especialidad.
El traje puede estar complementado con un gorro o con un par de guantes, en aguas frías es fundamental el uso de un casco de buena calidad y buen ajuste, dado que una de las zonas de mayor pérdida de calor es la cabeza. También los guantes y botas de neopreno ayudan a mantener el calor. Sin embargo, algunos países y reservas naturales prohíben el uso de guantes, ya que estos facilitan el contacto con la fauna y flora del lugar.

#### Escarpines (ochapinesobotines)
Son unas botas o zapatos de neopreno que protegen los pies del frío y del roce de las aletas. Los trajes de buceo secos suelen incluir sus propios escarpines unidos al traje para mayor estanqueidad.

#### Aletas
Las aletas, también llamadas gualetas, chapaletas, o patas de rana, son dos palas que se prolongan desde los pies. Permiten avanzar a mayor velocidad bajo el agua y generalmente son de caucho u otros materiales sintéticos que les confieren rigidez transversal y flexibilidad longitudinal. Hay diferentes diseños y durezas de la pala que favorecen la velocidad (para buceo libre en apnea), o la potencia (para buceo autónomo), del pataleo bajo el agua.
En función del tipo de sujeción al pie las aletas pueden ser:
- Abiertas o ajustables; sujetan el pie con una cinta de goma a la altura del tendón de Aquiles y permiten un ajuste variable
- Cerradas o calzantes; como un zapato de goma y sin posibilidad de ajuste variable.

Las aletas abiertas permiten el uso de escarpines voluminosos y con suelas muy robustas, mientras que los escarpines usados con aletas cerradas se parecen más a calcetines que a un zapato, y tienen básicamente dos funciones: evitar que los pies se enfríen, y prevenir las rozaduras por la fricción de los pies con las aletas.

#### Cinturón para buceo
Es el cinturón donde se sujeta el lastre, habitualmente formado por piezas de plomo u otro material pesado con flotabilidad muy negativa. El lastre se usa para facilitar la inmersión y compensar la flotabilidad positiva del traje y de la botella, que al final de la inmersión suele estar casi vacía. El lastre permite vencer rápidamente el empuje positivo de la caja torácica llena de aire y facilita la inmersión en su inicio. Un lastre bien escogido no debe sumergir al buzo en reposo, y después de una espiración forzada, la flotabilidad obtenida debe ser ligeramente negativa. Además de en un cinturón, el lastre se puede llevar en los bolsos del chaleco.

### Equipo autónomo o escafandra autónoma

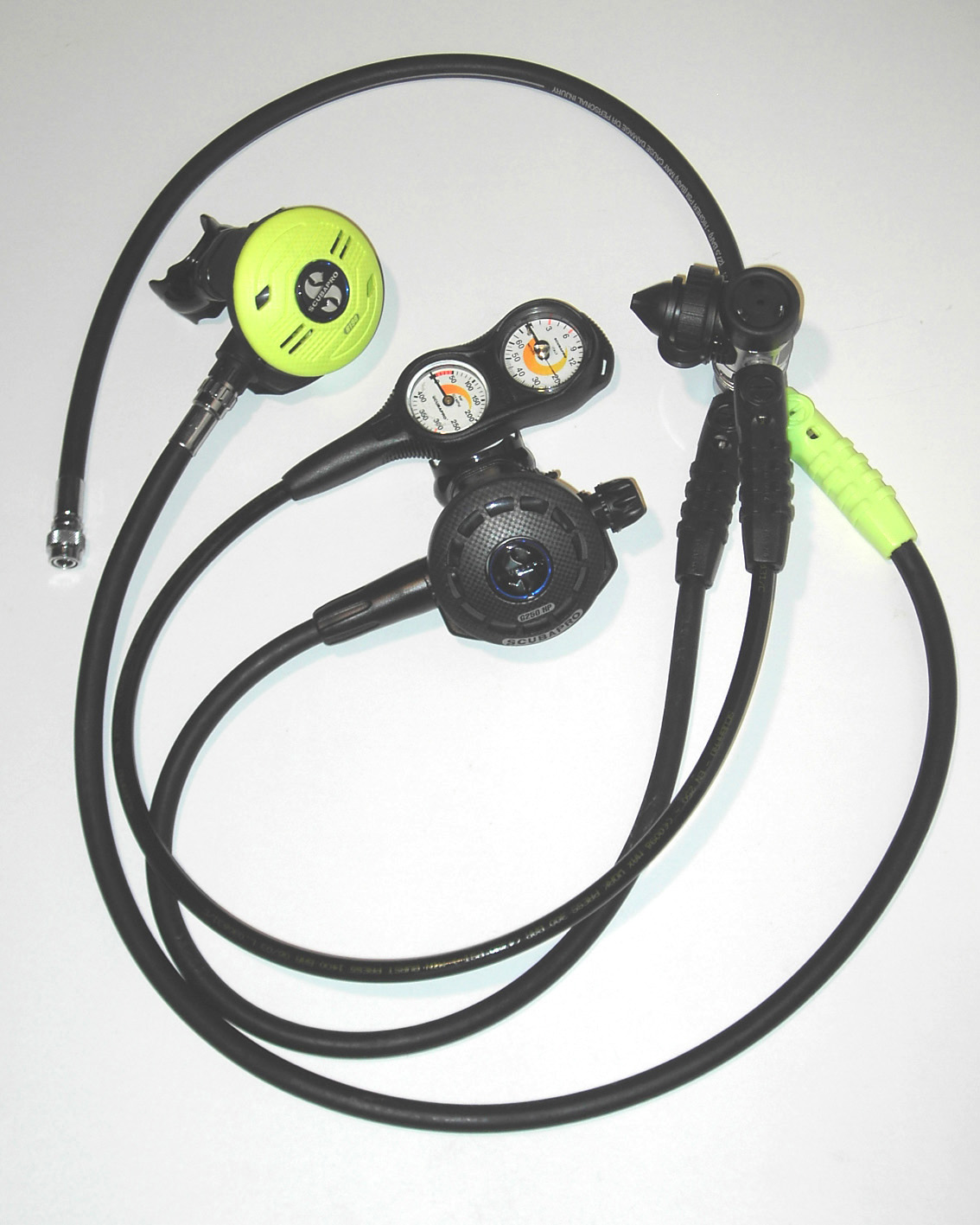
Regulador: primera etapa (que se acopla a la botella de aire comprimido), con manguera de alta presión (manómetro) y tres de «baja» (presión intermedia) una al BCD, y dos a las segundas etapas y boquillas (principal y secundaria -u octopus-).

Además del equipo básico o ligero, el equipo para buceo autónomo integra los siguientes componentes:

#### Botella
La botella es el recipiente de acero o aluminio que contienen el aire o gas respirable y presenta una o dos aberturas donde se fija la grifería de control y acople. La grifería consiste en una válvula (tipo J o K), un grifo que controla la apertura o cierre de la botella, y una o varias salidas de acople al regulador. Las griferías pueden ser de dos tipos:
- Internacional o de estribo; una palomilla sujeta el regulador a la botella, donde hay una junta tórica para mantener la estanqueidad
- DIN; sujeta el regulador a la botella mediante una rosca.

El sistema más usado es el internacional, aunque el DIN está ganando en popularidad debido a su mayor robustez, a que acepta más presión de trabajo (300 atm frente a las 230 de la grifería de estribo) y al hecho de que la junta tórica de estanqueidad se encuentra en el grifo y no en la botella (esta última, por lo general, propiedad del centro de buceo). Como contrapartida, al sistema de estribo se le atribuye mayor facilidad de instalación, lo que supone una ventaja para principiantes.
Hay varios tipos de botellas, con capacidades desde 5 hasta 18 litros, y con presiones de trabajo desde 230 hasta 300 bares, aunque habitualmente se utilizan botellas de 12 o 15 litros a 200 bares de presión.
Las botellas deben pasar revisiones periódicas para comprobar la fatiga de los metales, teniendo cada país su propia normativa. Nunca se debe sobrepasar la presión de carga, ni exponerlas a temperaturas altas. En el buceo recreativo se suele utilizar aire comprimido, aunque cada vez es más frecuente el uso de aire enriquecido o nitrox. Las botellas son específicas para aire o para mezcla de gases. Toda botella conteniendo mezcla de gases debe estar debidamente marcada y etiquetada según las regulaciones nacionales de cada país. En los países Europeos el estándar es el IMCA D 043 de 2007 (que reeplaza el documento AODC guideline No. 016 Rev. 1 de marzo de 1994) titulado Marking and colour coding of gas cylinders, quads and banks for diving applications.

#### Chaleco hidrostático (BCD) o (jacket)
Es un chaleco fusionado al arnés que sujeta la botella a la espalda. Posee una cámara de aire que confiere flotabilidad positiva al buzo en superficie y permite ajustar la flotabilidad a voluntad para compensar la pérdida de empuje que se produce con la profundidad por el aumento de la presión (al comprimirse el traje, la propia cámara de aire del chaleco y algunas cavidades corporales). Para ello el chaleco tiene una cámara o vejiga que se conecta mediante una válvula al regulador, y que permite inflar el chaleco con el aire de la botella. En superficie también se puede inflar con el aire de los pulmones a través de una boquilla. El chaleco puede desinflarse igualmente mediante unas válvulas de purga. De esta manera, se libera aire durante el ascenso en el que se produce el fenómeno inverso. El chaleco dispone también de una válvula de seguridad que asegura que la vejiga no estalle en caso de sobrepresión.
El chaleco hidrostático es para el buzo lo que la vejiga natatoria para el pez.
El chaleco incluye las sujeciones necesarias para mantenerlo bien sujeto al buceador, y suele disponer además de diversos bolsillos y anillas para portar o sujetar otros objetos.

#### Regulador

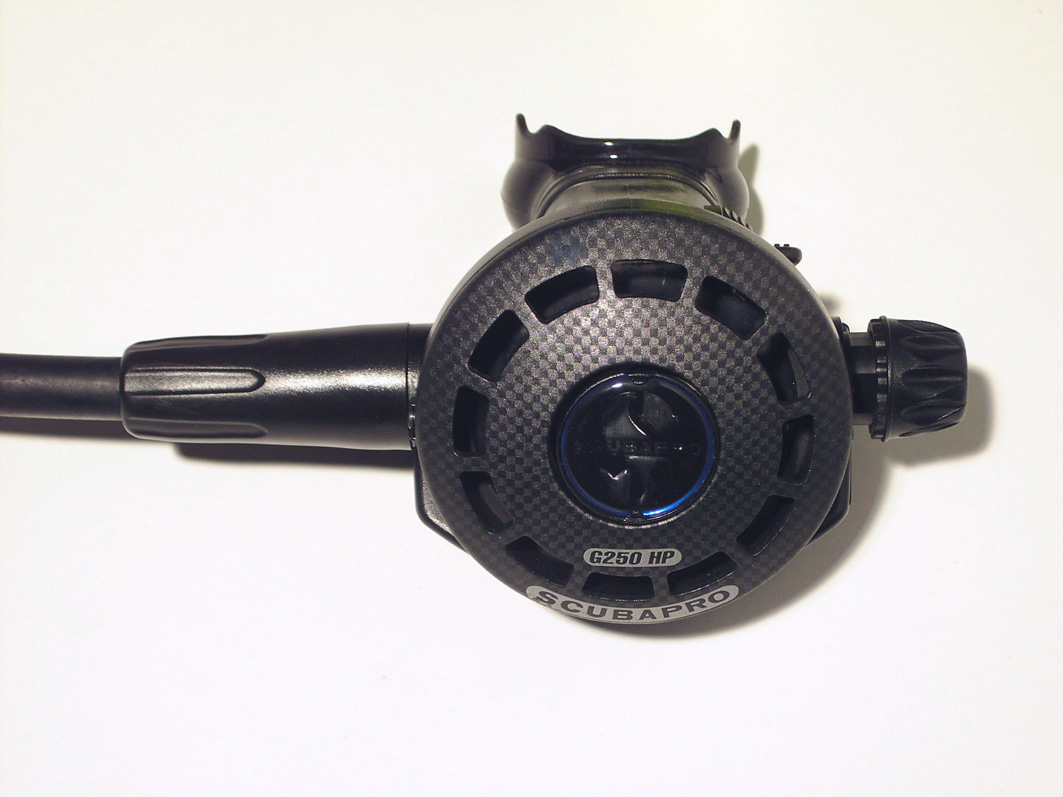
Segunda etapa y boquilla del regulador.

Es el elemento que disminuye la presión del aire de la botella para que el buceador pueda respirarlo. Consta de dos sistemas de regulación de la presión, denominados «etapas».
La primera etapa recibe el aire directamente de la botella y mantiene un pequeño volumen de aire a una presión intermedia. La segunda etapa regula el flujo del aire desde la cámara de presión intermedia a la boquilla del buzo. El aire de la botella pasa así de una cámara de alta presión a una de presión intermedia (normalmente a 10 atm.), y finalmente a una de presión ambiente.
A la cámara de alta presión se conecta el mánometro, que indica la presión de la botella, mientras que a la cámara intermedia se conectan la boquilla principal, o segunda etapa y la boquilla de emergencia, frecuentemente llamada octopus, además de la manguera de inflado del chaleco.
Dependiendo del sistema que utiliza, las boquillas o segundas etapas pueden ser:
- De pistón simple, en el que un pistón permite el paso del aire. Son los más sencillos y baratos, pero de características peores. A profundidades elevadas, o con escaso aire en la botella, el aire que proporciona es menor.
- De membrana compensada, en el que una membrana permite el paso del aire, pero aísla al regulador de la entrada del agua. Permite un flujo de aire al buceador que no varía con la profundidad.
- De pistón compensado o sobrecompensado, de gama alta, permite un flujo de aire que no varía con la profundidad, pero no aísla al regulador del agua.

#### Cinturón de lastre
En buceo autónomo la flotabilidad es producto del empuje negativo del lastre y el empuje positivo del cuerpo del buzo, del chaleco y de los diferentes dispositivos que lleve consigo. El lastre debe ser suficiente como para prever la mayor flotabilidad positiva de la botella de aire comprimido cuando esté casi vacía. En la actualidad cada vez más modelos de BCD o chalecos vienen con lastre integrado para eliminar la necesidad de un cinturón. El sistema de cierre debe ser firme y seguro, pero de fácil liberación en caso de emergencia.

#### Reloj, profundímetro, manómetro y tablas de buceo

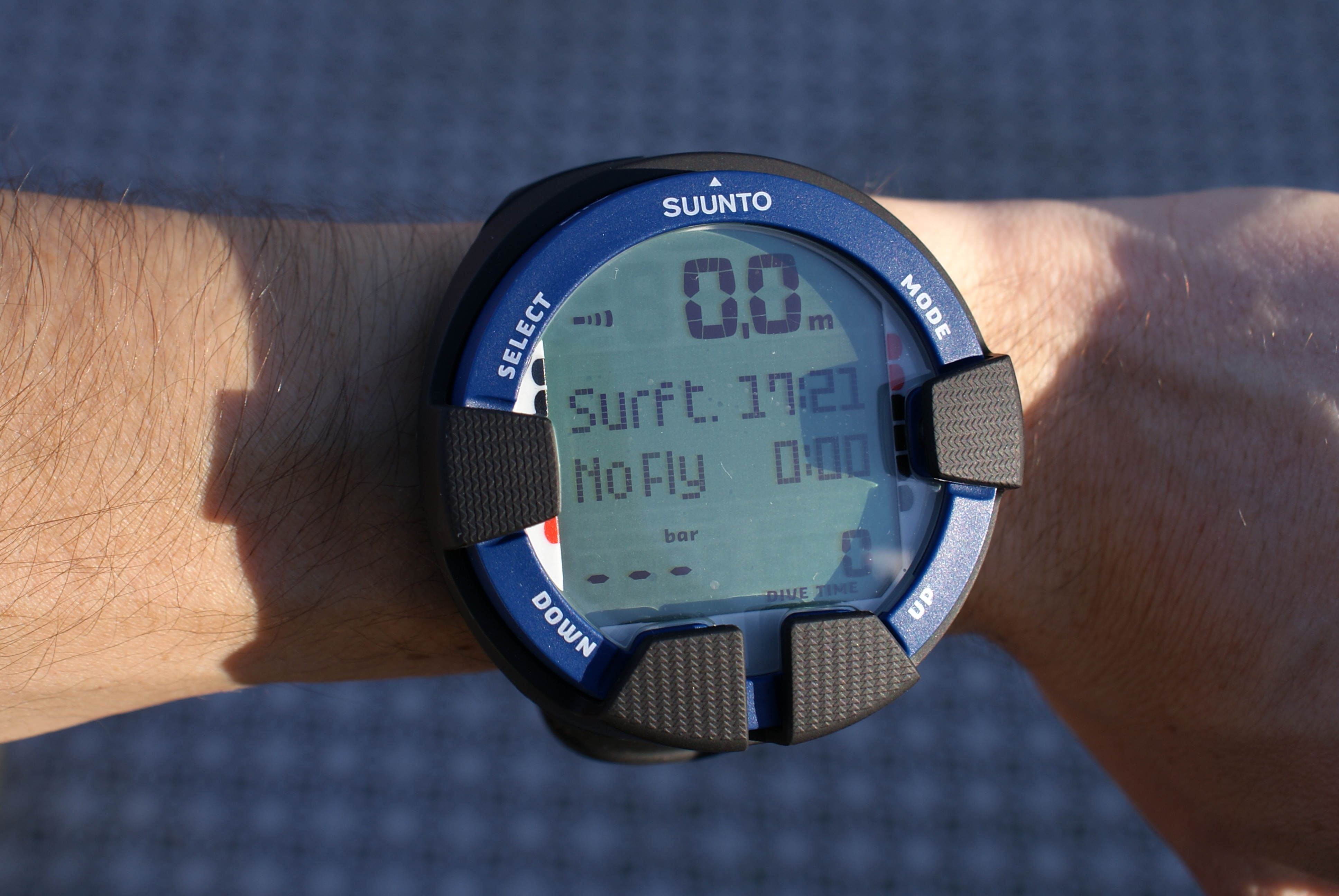
Un ordenador de buceo con funciones inalámbricas y con gas nitrox en su inrerior

Estructura esquemática de un ordenador de buceo

Para el buceo con botella es indispensable controlar el tiempo de fondo y la profundidad. Estos dos datos tabulados en una tabla de buceo le permiten al buzo mantenerse en los límites de seguridad para evitar la acumulación excesiva de nitrógeno en su organismo y poder ascender de vuelta a la superficie sin riesgo de enfermedad descompresiva.
Hoy en día, las tablas de buceo han sido sustituidas por el uso del ordenador de buceo, que proporciona toda la información sobre la duración de la inmersión y los límites de no descompresión. El uso de las tablas de buceo ha quedado un tanto obsoleto, usado únicamente en la actualidad por los buzos que practican buceo técnico con descompresión, pues requiere más tiempo y cálculos. En algunos casos se siguen utilizando relojes de buceo como elemento de seguridad complementario en previsión de una eventual avería del ordenador de buceo.

#### Ordenador de buceo
El ordenador de buceo es una computadora que posee un algoritmo interno basado en las tablas de descompresión. Gracias a ello realiza cálculos sobre el tiempo límite sin paradas de descompresión y lo muestra en pantalla en tiempo real, para que el buceador pueda consultarlo en todo momento y evitar superar los límites de seguridad.
Ventajas del buceo con ordenador:

##### Seguridad
- Consultar la profundidad actual, profundidad máxima, temperatura del agua y duración de la inmersión en todo momento.
- Conocer en tiempo real el tiempo límite sin paradas de descompresión
- Ver la velocidad de ascenso.
- Poder realizar correctamente una parada de seguridad en el ascenso.
- Alarmas si excedes una profundidad o un tiempo límite
- Planificar las inmersiones sin tener que realizar cálculos.
- Poder añadir parámetros personales para adaptar los límites de seguridad a tu inmersión.

##### Información
- Conocer los parámetros de la inmersión: Profundidad máxima, duración, temperatura, etc.
- Comprobar si has excedido algún límite de seguridad
- Obtener el perfil exacto de la inmersión

### Equipo accesorio

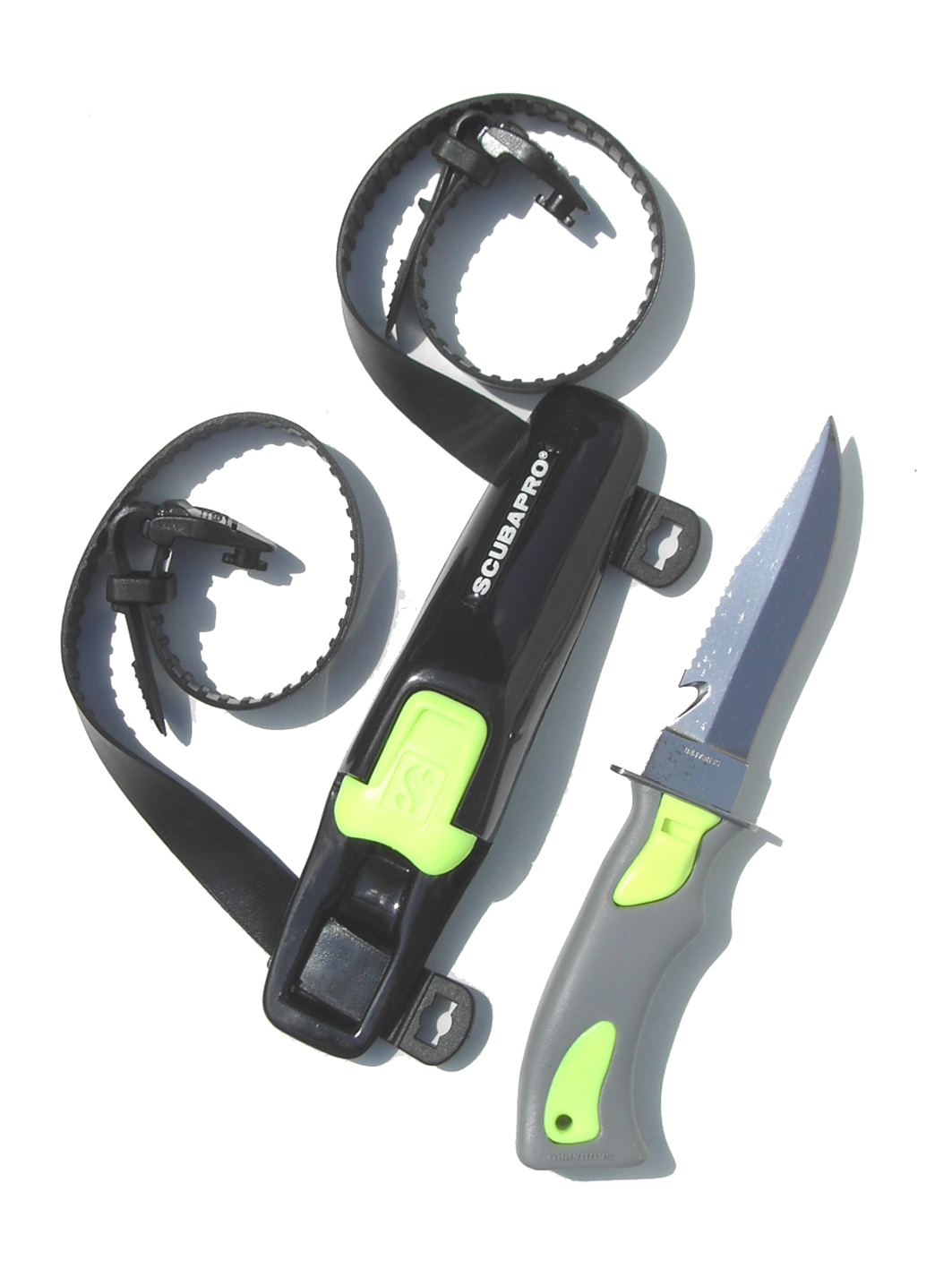
Cuchillo.

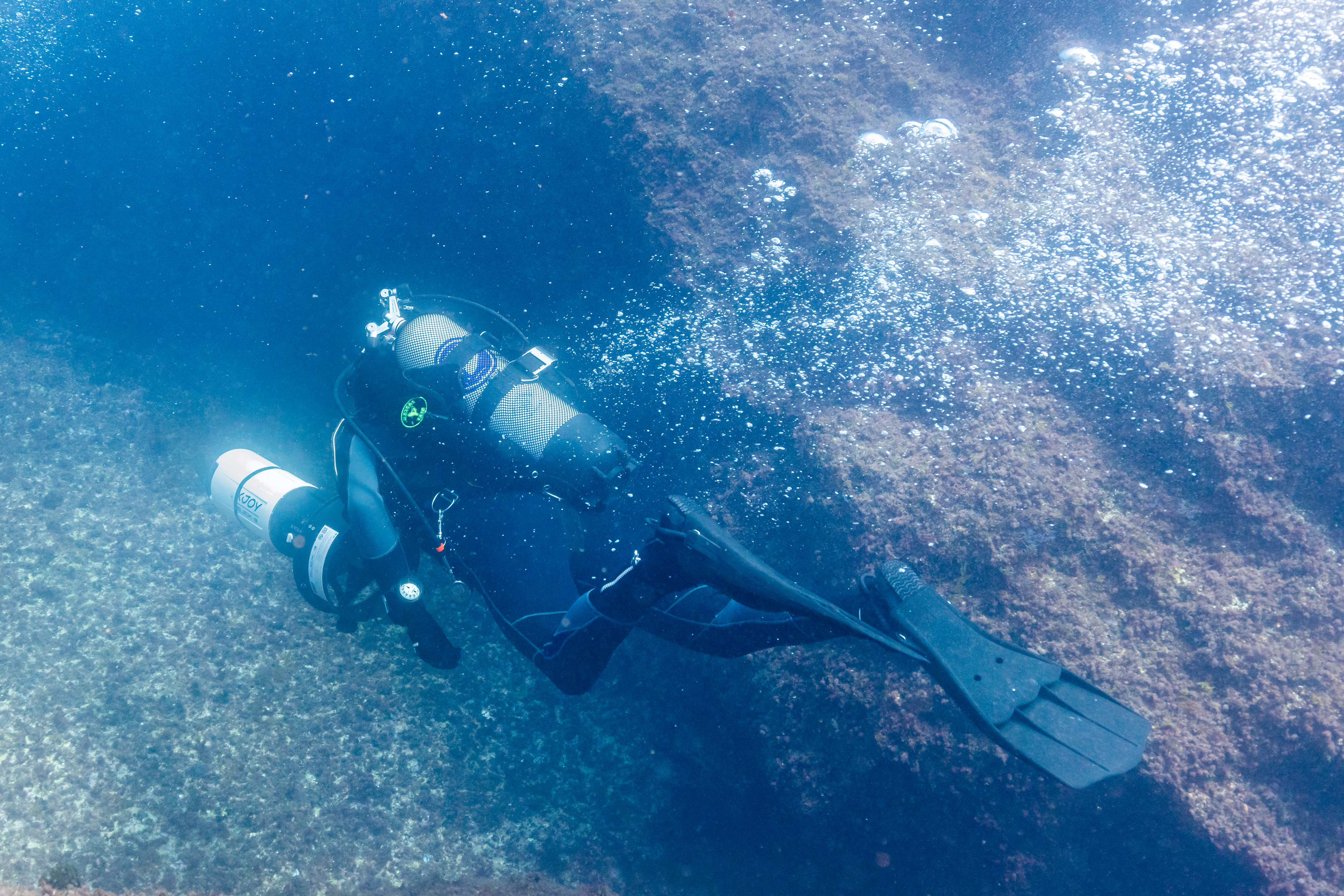
Submarinista con propulsor.

- Cuchillo: por ley es necesario para bucear en muchos países. Permite cortar cabos abandonados o redes a la deriva que pudieran poner en peligro la vida del buceador. Debe estar hecho de un material inoxidable y el mango de preferencia de plástico. En ciertos lugares su uso está prohibido.
- Linterna o foco: en las inmersiones diurnas ayudan a ver en cuevas y en las rocas o zonas con poca luz, como el caso de los pecios. En las inmersiones nocturnas son imprescindibles. Las linternas suelen ser de menor potencia y a pilas, mientras que los focos suelen ser de mayor potencia y con batería recargable.
- Carrete: contiene un cabo de gran longitud que permite al buceador orientarse en recorridos complejos.
- Brújula: para orientarse bajo el agua.
- Cyalume o luz química: se atan a la botella o al chaleco durante inmersiones nocturnas para facilitar la localización al resto de buceadores.
- Pizarra subacuática: permite la comunicación escrita o gráfica bajo el agua con los compañeros.
- Sonajero, maraca o bocina: permiten avisar mediante señales acústicas a un buceador próximo.
- Boya inflable: un pequeño globo cilíndrico con un cabo, que se puede inflar con el aire comprimido de la botella para marcar una posición en superficie, o excepcionalmente sirve como ayuda para sacar objetos pesados del agua. No obstante, esta última práctica está severamente desaconsejada, pues los cabos no están diseñados para soportar pesos, y la rotura de los mismos puede ocasionar accidentes severos.

## Fundamentos del buceo
Como cualquier masa, el cuerpo de un buceador se ve sujeto a los diversos efectos físicos de la inmersión; estos conllevan a su vez una serie de efectos y respuestas fisiológicas importantes a considerar, pues son ellas que dictan los límites de seguridad.

### Fundamentos físicos
Los tres pilares de la física del buceo son el principio de Arquímedes, la presión y las leyes de los gases. El primero explica el fenómeno de flotabilidad, el segundo la variación de la presión con la profundidad y el último el comportamiento de los gases al variar la presión (el volumen y la temperatura).

#### Arquímedes
El principio de Arquímedes se aplica al buzo como un todo. El cuerpo del buceador y su equipo presentan una masa total y desplazan un volumen de agua equivalente al volumen del cuerpo sumergido. El buzo está sometido entonces a un par de fuerzas opuestas: por un lado el efecto de la gravedad sobre su masa (el peso del buzo y su equipo), y por otro la fuerza de flotación ejercida por el volumen de agua desplazada.
Cuando la masa del buzo es mayor que la masa del volumen de agua desplazada su flotabilidad es negativa, el buzo tiende al fondo. Cuando la masa del buzo es menor que la masa equivalente a su volumen su flotabilidad es positiva, el buzo tiende a la superficie. La situación en la que las fuerzas son equivalentes, la masa del buzo es igual a la masa del agua que desplaza, la flotabilidad se considera neutra; la fuerza ascendente se anula con la fuerza descendente.
El principio de Arquímedes no tiene mayor incidencia sobre la fisiología del buceo. Su aplicación es lo que permite al buzo autónomo mantener una flotabilidad neutra y es uno de los aliados más importantes del buzo en apnea. Este último aprovecha el cambio en su densidad corporal total en inmersión y de la posición relativa (con respecto a su centro de gravedad - centro másico) de los pulmones. En superficie el apneísta presenta una flotabilidad positiva, que es vencida fácilmente en una buena maniobra de inmersión (cabeza primero) y que es vencida rápidamente al comprimirse el aire de sus pulmones con la profundidad (ver ley de Boyle-Mariotte). A partir de determinada profundidad su flotabilidad se vuelve negativa y le permite realizar un descenso sin esfuerzo. La situación de los pulmones por debajo del centro másico del buzo durante el descenso tiene por efecto un acercamiento de la profundidad de flotabilidad neutra a la superficie. Durante el ascenso, con la cabeza hacia arriba, los pulmones están por encima del centro másico del buzo y la profundidad de flotabilidad neutra se desplaza hacia el fondo. Así el esfuerzo activo de ascenso se ve reducido y la fase pasiva (de flotabilidad positiva) es alcanzada más lejos de la superficie.

#### Presión
La presión es la fuerza por unidad de área ejercida sobre una superficie. Un fluido ejerce una presión homogénea en todo punto de un cuerpo sumergido en él, que depende de la profundidad a la que este se encuentra, siendo los vectores de fuerza siempre perpendiculares a la superficie de dicho cuerpo. La presión absoluta a la que se ve sometido un cuerpo en inmersión es la suma de la presión atmosférica (debida al peso de la columna de aire) y la presión hidrostática (debida al peso de la columna de agua). Así, el efecto de la presión es menor en altitud que a nivel del mar y, debido a que el agua salada es más densa que el agua dulce, a igual profundidad, un buzo en un lago está sometido a menor presión que un buzo en el mar.
La presión atmosférica normal a nivel del mar es de 1 atmósfera. La presión ejercida por una columna de 10m de agua de mar equivale aproximadamente a 1 atmósfera de presión. Luego, para cálculos rápidos y sencillos, se puede asumir que, por cada 10 metros de profundidad, la presión aumenta 1 atmósfera o 1 bar, pues 1,013 bar=1 atm. De este modo, podemos decir con suficiente precisión, que la presión ejercida sobre un cuerpo a 10 m bajo la superficie del mar es de 2 bar (1 bar = P. atmosférica + 1 bar P. hidrostática).
Finalmente, el principio de Pascal determina que la presión ejercida sobre un fluido, en este caso la atmosférica, se transmite uniformemente por todo el fluido, de manera que la presión atmosférica se transmite, y se suma en cada plano a una misma profundidad, a la presión hidrostática. De igual forma, en cada tejido blando del buzo se transmite la presión total, haciendo que la presión interna de las cavidades sea igual a la externa.

#### Leyes de los gases
El cuerpo humano no es en definitiva una masa uniforme. Si bien nuestros tejidos están conformados mayoritariamente por agua (los líquidos idealmente son incompresibles); la presencia de cavidades y el comportamiento físico particular de los fluidos en fase gaseosa (aire), determinan de lejos los límites que el cuerpo humano puede soportar.

#### Ley general de los gases
La ley general de los gases explica el comportamiento de estos con relación a las variables de presión, temperatura y volumen. Así, en una masa constante de un gas la relación entre estas variables está  definida por la siguiente igualdad:
{\displaystyle {\cfrac {P_{1}V_{1}}{T_{1}}}={\cfrac {P_{2}V_{2}}{T_{2}}}}
Donde P es la presión, V es el volumen y T es la temperatura; en dos situaciones distintas (1 y 2).
Lo que explica esta ley es que un cambio en magnitud de cualquiera de las variables de un gas, a partir de un estado inicial (1), acarreará irrevocablemente al ajuste de las variables complementarias en su estado final (2), para respetar la igualdad.
Si la temperatura se mantiene constante (T1=T2), es posible retirarla de la ecuación, pues su efecto sobre el equilibrio de la misma es nulo. El equilibrio se mantiene pues, únicamente por las variaciones en la relación entre presión y volumen.

#### Ley de Boyle - Mariotte
Expresa el equilibrio de un gas a temperatura constante. Durante la inmersión la variación de temperatura del aire es mínima y por lo tanto la ley de Boyle es especialmente práctica para entender la relación entre presión y volumen. Básicamente, esta se ve enunciada en la siguiente igualdad:
{\displaystyle P_{1}V_{1}=P_{2}V_{2}}
La presión es inversamente proporcional al volumen de un gas: al aumentar la presión sobre una masa de gas, el volumen de este disminuye proporcionalmente.
Así, una masa constante de aire, que en superficie (1 bar) ocupa un litro, verá su volumen reducido a la mitad ({\displaystyle {\begin{matrix}{\frac {1}{2}}\end{matrix}}} L) al someterse a una presión de 2 bar (-10 m), a un tercio ({\displaystyle {\begin{matrix}{\frac {1}{3}}\end{matrix}}} L) a 3 bar (-20 m) y así sucesivamente.
De igual manera, un litro de aire a 3 bar (-20m), aumentará su volumen en un 50 % a 2 bar (1.5 L a -10 m) y lo triplicará a 1 bar (3 L en superficie), dado que los mayores cambios proporcionales, se dan en los primeros 10 metros.

#### Ley de Dalton
El aire no es un gas puro, sino una mezcla de gases. La ley de Dalton explica que la presión total de una mezcla de gases es la suma de las presiones que ejercería cada uno de los gases componentes ocupando él solo el volumen total.
Esta ley también se conoce como la ley de las presiones parciales, pues implica que la presión parcial de un gas, en una mezcla de gases, sometida a una presión X, es directamente proporcional a la proporción en que ese gas está presente en la mezcla.
Esto quiere decir, que si en una mezcla de gases uno de sus componentes representa el 20 % del volumen de la mezcla, a una presión P, tal componente tendrá una presión parcial de 0,2 P.
En el aire normal la composición es, aproximadamente, de un 21 % Oxígeno y 78 % Nitrógeno, con un 1 % de otros gases (fundamentalmente argón). Redondeando, la presión parcial de cada uno de sus componentes será:
| Presión Total | Presión parcial O2 | Presión parcial N2 | Profundidad equivalente                                       |
| ------------- | ------------------ | ------------------ | ------------------------------------------------------------- |
| 1 bar         | 0,2 bar            | 0,8 bar            | Superficie = Presión atmosférica                              |
| 2 bar         | 0,4 bar            | 1,6 bar            | -10 m = 1 bar P. hidrostática + 1 bar P. atmosférica          |
| 3 bar         | 0,6 bar            | 2,4 bar            | -20m = 2 bar P. hidrostática + 1 bar P. atmosférica           |
| 4 bar         | 0,8 bar            | 3,2 bar            | -30m = 3 bar P.hidrostática + 1 bar P. atmosférica            |
| ...           | ...                | ...                | ...                                                           |
| Pbar          | 0,2 Pbar           | 0,8 Pbar           | (P-1)*-10 m = (P-1)bar P. hidrostática + 1 bar P. atmosférica |

#### Ley de Henry de disolución de los gases
Cuando un gas entra en contacto con un líquido, las moléculas de gas (debido a su energía termodinámica - presión y temperatura), van a penetrar la interfase gas-líquido y difundirse en su interior. A este fenómeno se le conoce con el nombre de disolución de los gases.
Cuando un gas se encuentra disuelto en fase líquida se habla de tensión (T) de un gas, a diferencia de la presión parcial (p) de un gas que hace referencia a gases en una mezcla en fase gaseosa.
La ley de Henry explica que a una temperatura dada y en condición de saturación, la cantidad de gas disuelto en un líquido, es directamente proporcional a la presión ejercida por el gas sobre la superficie del líquido.
El concepto de saturación enunciado en la ley de Henry se refiere al equilibrio que existe entre la presión del gas (en la fase gaseosa) y la tensión del mismo (en la fase líquida). Se habla de condición de subsaturación, cuando la presión es superior a la tensión, de saturación cuando la presión y la tensión son equivalentes, y de sobresaturación cuando la presión es menor que la tensión del gas disuelto.
Un líquido en condición de subsaturación disolverá el gas de la fase gaseosa hasta encontrar el equilibrio (saturación). Un líquido en sobresaturación va a eliminar gas disuelto para encontrar el equilibrio (saturación).

#### Ley de difusión de Graham
El fenómeno de difusión entre dos gases, es decir, la velocidad a la que se mezclan es explicado por esta ley. Básicamente enuncia que la velocidad de difusión de dos gases, en condiciones iguales de temperatura y presión, es inversamente proporcional a la raíz cuadrada de sus masas molares.
Dicho en otros términos, a igual temperatura y presión, la velocidad de difusión de un gas de moléculas «ligeras» se difunde más rápido que uno de moléculas «pesadas».
Los dos principales gases en el aire, el nitrógeno (N) y el oxígeno (O) se encuentran en las formas moleculares N2 y O2. La masa molar del nitrógeno es de 28, mientras que la del oxígeno es de 32. Por lo tanto la velocidad de difusión del nitrógeno es mayor que la del oxígeno.
Un líquido en condición de subsaturación disolverá el gas de la fase gaseosa hasta encontrar el equilibrio (saturación).

#### Ley de difusión de Fick
Describe la tasa de transferencia de un gas a través de una membrana (o capa de tejido). Esta es proporcional a superficie expuesta así como a la diferencia entre las presiones de sus dos fases e inversamente proporcional al espesor de la membrana/tejido. Además la velocidad de difusión es proporcional a la constante de difusión (particular al tipo de tejido y de gas que interviene).

### Fundamentos fisiológicos y riesgos
Las anteriores reglas físicas tienen una influencia certera en el cuerpo de un buzo en inmersión y conllevan una serie de efectos mecánicos y bioquímicos a considerar.
Un estudio estadounidense de 1970 concluyó que el buceo recreativo era (por hora de actividad), 96 veces más peligroso que conducir un automóvil. Un estudio Japonés del año 2000 concluyó que cada hora de buceo recreativo era entre 36 y 62 veces más arriesgada que conducir un automóvil. Aun así el buceo es considerado una de las actividades más seguras del mundo por especialistas.

#### El modelo físico del cuerpo humano
El cuerpo humano está compuesto de materia en sus tres fases básicas (sólida, líquida y gaseosa). La única estructura rígida la constituye el sistema esquelético, el cual tiene la función mecánica de soportar los demás órganos y tejidos (principalmente los músculos y con la ayuda de estos las vísceras). Los componentes del cuerpo unidos directamente al esqueleto (como la mayoría de los músculos) conservan su posición relativa, los componentes «libres» o poco asociados al esqueleto (como las vísceras abdominales) mantienen su posición por equilibrio de fuerzas. Luego está el sistema respiratorio, consta de sacos y conductos propios representa los órganos y tejidos con fase gaseosa por excelencia. El tejido sanguíneo representa la fase líquida más importante del cuerpo. Finalmente todos los demás tejidos (músculos y vísceras) tienen la consistencia propia de la carne: en mayor o menor medida firmes y deformables.
Esto, ligado a la arquitectura anatómica, permiten definir tres «compartimentos» básicos a tener en cuenta:
- Cajas rígidas determinadas por el sistema esquelético: la caja craneana (importante por contener cavidades en fase gaseosa -senos nasales, frontales y parafrontales; y parcialmente los conductos auditivos-) y la caja torácica (que contiene los pulmones y el corazón).
- Las vísceras abdominales: separadas de la caja torácica por el diafragma, pero con tejidos muy elásticos y deformables.
- La masa sanguínea: en fase líquida, irrigando todo el cuerpo a través de vasos, pero con volúmenes considerables en el corazón y en los órganos muy vascularizados (pulmones y sistema nervioso).

#### Los reflejos de inmersión
Además de considerar al cuerpo del buzo como un conglomerado de materiales, cada uno con sus propiedades físicas, es necesario explicar algunos mecanismos fisiológicos reflejos que se desencadenan en la inmersión.
El ser humano es un ser esencialmente terrestre y, por tanto, su fisiología está completamente adaptada a este tipo de vida. La vida en el medio acuático no es posible, ya que los pulmones son incapaces de asimilar el oxígeno que hay disuelto en el agua. Por ello, cuando una persona se sumerge bajo el agua aparece una situación de anaerobiosis siempre que no se disponga de dispositivos para respirar. Como en el caso de sus coterráneos animales, la fisiología humana ha heredado una serie de mecanismos de respuesta fisiológica y sistémica (no voluntaria) a la situación de inmersión que sirven de adaptación a la hipoxia. Estas respuestas se denominan «reflejos de inmersión», y son las siguientes:
- vasoconstricción arterial periférica
- utilización de la mioglobina
- aumento del volumen pulmonar
- aumento del retorno venoso
- hiperpresión abdominal relativa
- respiración en hipopresión

#### Efectos de la presión
Se sabe que la densidad de un gas cambia proporcionalmente a la presión, mientras que el volumen lo hace de manera inversa. Así cuando la presión se triplica (estando a 20m de profundidad), la densidad se triplica también y el volumen se reduce a un tercio.
Cuando un buceador se sumerge va a notar cambios de presión en los espacios aéreos de su cuerpo, que pueden ser naturales, como los senos y los oídos, o artificiales, el creado en nuestra cara por la máscara. El aire contenido en estos espacios esta a la misma presión que la atmosférica, pero en cuanto nos sumergimos, la presión en el exterior será mayor que su interior y el volumen de aire contenido en ellos disminuirá. Conforme el volumen disminuye, la presión empuja a los tejidos del cuerpo hacia el espacio aéreo, lo que el buzo nota en sus oídos, senos y máscara. Esto se denomina “compresión” de un espacio aéreo.
Para evitar molestias, se debe mantener el volumen de un espacio aéreo normal añadiendo aire durante el descenso, manteniendo la presión en el interior del espacio aéreo igual a la presión del agua en el exterior. Este fenómeno se llama “compensación”
Existen diversas técnicas de compensación: 
1. Pinzando la nariz y soplando hacia ella con la boca cerrada. Lo que se hace es dirigir el aire de la garganta a los espacios aéreos de los oídos y de los senos. Esta técnica recibe el nombre de Maniobra de Valsalva.
2. Tragar y mover la mandíbula de un lado a otro.
3. Técnica combinada de los dos: tragar y mover la mandíbula mientras soplas suavemente contra la nariz pinzada.

Es muy importante compensar cada pocos metros durante el descenso, antes de sentir molestias. Si se tarda mucho tiempo en realizar la compensación,se corre el riesgo de que la presión del agua ejercida sobre un espacio aéreo sea la suficiente para mantenerlo cerrado y no se pueda compensar. Si esto ocurre, se debe ascender unos metros e intentar compensar de nuevo, si aun así no se consigue, se debe suspender la inmersión.

#### Los efectos de la disminución de la presión
Cuando se bucea en apnea, el aire contenido en los pulmones disminuye su volumen durante el descenso (disminuyendo por lo tanto el pulmón)  y lo aumenta durante el ascenso, alcanzando el pulmón el volumen original al llegar a la superficie.
El equipo de buceo permite al buzo respirar bajo el agua gracias al aporte de aire a una presión igual a la presión del agua circundante. Esto supone que los pulmones tendrán un volumen normal cuando estén a profundidad. El problema entonces está en el ascenso, pues la presión disminuye y el aire contenido en los pulmones aumentará su volumen expandiendo demasiado a los pulmones.
La solución al problema radica en respirar de manera continua, simplemente, manteniendo las vías aéreas hacia los pulmones abiertas. La contraindicación absoluta en el buceo es mantener la respiración. Se estaría bloqueando la salida del aire sobrante de los pulmones hacia la vía aérea, aumentando mucho la presión en ellos, e incluso llegando a romperlos. El barotraumatismo pulmonar, la rotura de pulmones, es la lesión más grave que puede padecer un buceador.
La regla más importante del buceo con equipo autónomo es respirar continuamente  y nunca aguantar la respiración.
Los barotraumatismos más frecuentes son de tipo mecánico. Los principales son las hemorragias en los senos faciales, la rotura de tímpano.

#### Los efectos del aumento de densidad
Cuanto mayor sea la profundidad, más denso será el aire y por lo tanto más difícil de inhalar y exhalar que el aire a presión y densidad normales de la superficie. Esto hace que el esfuerzo acelere de forma exponencial el ritmo respiratorio. Por eso se deben hacer respiraciones profundas y lentas al respirar aire más denso durante el buceo, con el fin de ahorrar aire y energía y de prevenir el agotamiento.

#### Factores de disolución y difusión
En superficie, a nivel del mar (1 bar), las presiones parciales de N2 y de O2 serán respectivamente de 0,8 bar y 0,2 bar. Normalmente los tejidos del cuerpo están en saturación para el N2 (es decir que la tensión del N2 en los tejidos es de 0,8 bar). Pero no sucede igual con el oxígeno. El O2 respirado es transportado internamente por la hemoglobina presente en la sangre, aunque una parte importante circula bajo forma disuelta. Además el oxígeno es consumido en el metabolismo celular, que a cambio produce dióxido de carbono (CO2) que es transportado por vía venosa (por la hemoglobina y bajo forma disuelta) hacia los pulmones.
La inmersión, que implica que se respira aire a una presión elevada durante un periodo prolongado, aumenta la cantidad de nitrógeno disuelto en los líquidos corporales. Esto se produce de la siguiente manera:
En primer lugar, el aumento considerable de la presión parcial de nitrógeno en la mezcla respiratoria alveolar genera un desequilibrio entre la presión parcial de N2 (gas en fase gaseosa) y la tensión tisular de N2 (gas en fase líquida). Siguiendo las leyes de disolución y difusión de los gases, los tejidos se encontrarán en fase de subsaturación y empezarán a absorber N2 para equilibrarse nuevamente. De este modo se igualan las presiones de nitrógeno tisular y la del aire respirado (tensión tisular y presión parcial respectivamente). 
Esta saturación ocurre en un gradiente y a ritmos diferentes según el tejido. Se requiere un tiempo de varias horas para alcanzar el equilibrio entre la tensión tisular del nitrógeno de todos los tejidos corporales con la presión parcial alveolar del nitrógeno. Esto se debe a que la sangre no fluye con la rapidez suficiente y el nitrógeno no difunde con la rapidez suficiente para que el equilibrio sea instantáneo.
La sangre y los tejidos nerviosos se saturan rápidamente (nitrógeno disuelto en el agua del cuerpo alcanza el equilibrio en menos de una hora), mientras que los huesos y los tendones son los que más tardan. El tejido graso precisa un transporte hasta cinco veces mayor de nitrógeno (nitrógeno cinco veces más soluble en la grasa que en el agua) y además tiene una vascularización escasa, por lo que también tarda en alcanzar el equilibrio.
Debido a que el cuerpo no metaboliza el nitrógeno, este permanece disuelto en los diferentes tejidos corporales hasta  que la presión de nitrógeno en los pulmones desciende nuevamente a un nivel más bajo, momento en el cual se puede eliminar el nitrógeno mediante el proceso respiratorio inverso. El proceso inverso se produce en el ascenso, al remontar a la superficie los tejidos de un buzo están es sobresaturación de N2 y tenderán a liberarlo a tasas equivalentes de desaturación. Sin embargo, frecuentemente la liberación tarda horas en llevarse a cabo y es el origen de numerosos problemas que en conjunto reciben el nombre de enfermedad por descompresión.

#### Enfermedad por descompresión
También denominada enfermedad por aire comprimido, enfermedad de Caisson, parálisis del buceador, disbarismo. Consiste en lo siguiente: cuando un buceador, después de estar en inmersión el tiempo suficiente para que se hayan disuelto en su cuerpo grandes cantidades de nitrógeno vuelve súbitamente a la superficie, puede dar lugar a la  formación de cantidades significativas de burbujas de nitrógeno en los líquidos corporales dentro de las células o fuera de las mismas. Esto puede producir lesiones leves o graves en casi cualquier parte del cuerpo, en función del número y tamaño de burbujas que se hayan formado.
Mientras el buceador permanece en zonas profundas del mar, sus tejidos se equilibran con una elevada presión de nitrógeno disuelto, de 3918 mmHg (aproximadamente 6,5 veces la cantidad normal de nitrógeno en los tejidos). La presión que rodea el exterior de su cuerpo, de 5000 mmHg, comprime todos los tejidos corporales lo suficiente como para mantener disuelto ese exceso del gas nitrógeno.
En la realización de un ascenso adecuado es normal que se formen algunas microburbujas de N2 y de CO2 que son eliminadas progresivamente por vía pulmonar.  Sin embargo, en el momento en el que el buceador asciende demasiado rápido aparecen complicaciones: la presión del exterior del cuerpo se hace de tan solo 1 atmósfera (760 mmHg), mientras que la presión gaseosa en el interior de los líquidos corporales es la suma de las presiones de vapor de agua, dióxido de carbono, oxígeno y nitrógeno principalmente, que en total suponen una presión de 4065 mmHg. Como la presión en el interior es mucho mayor que la presión en el exterior del cuerpo, los gases pueden escapar del estado disuelto y formar burbujas (siendo el nitrógeno el principal responsable). En principio, se trata de microburbujas extravasculares que dan lugar a fenómenos locales de compresión extrínseca en estructuras vecinas, que afectan el curso de pequeños vasos sanguíneos, fibras nerviosas o estructuras musculares y tendinosas, y provocan los primeros síntomas dolorosos, irritativos, y erráticos. Pero en otras ocasiones, las burbujas migran y drenan hacia el sistema venoso y, en menor cuantía, al sistema linfático.
Puede darse el caso de que las burbujas no aparezcan durante muchos minutos o incluso horas, porque en ocasiones los gases pueden permanecer disueltos en el estado saturado durante horas antes de la formación de las burbujas.

#### Síntomas de la enfermedad por descompresión
La enfermedad por descompresión es una auténtica enfermedad sistémica, cuya sintomatología está en función de la gravedad de la lesión y de la localización del fenómeno aeroembólico.
Los síntomas están producidos por el bloqueo por burbujas de gas de muchos vasos sanguíneos de diferentes tejidos. En un principio solo se bloquean los vasos más pequeños por burbujas diminutas pero a medida que estas confluyen se afectan vasos progresivamente mayores. La consecuencia de este proceso es la isquemia tisular y a veces la muerte.
En las personas con enfermedad por descompresión se registra en un 85-90 % de los casos la presencia de dolor en las articulaciones y músculos de las piernas y de los brazos. En el 5-10 % se producen síntomas del sistema nervioso tales como mareos (5 %), parálisis, colapso o inconsciencia (3 %). Por último, un 2 % presenta asfixia como consecuencia  de la obstrucción de los capilares de los pulmones por las microburbujas; se caracteriza por disnea grave, edema pulmonar y en ocasiones la muerte.

#### Eliminación del nitrógeno del cuerpo
Lo descrito con anterioridad es perfectamente evitable si se sube lentamente limitando el tiempo de ascenso y realizando paradas a determinados metros antes de llegar a la superficie para liberar el exceso de nitrógeno acumulado disuelto mediante la espiración a través de los pulmones. Aproximadamente 2/3 del nitrógeno total se liberan en una hora y el 90 % en seis horas. El 100 % antes de las 12 horas.
Cabe destacar la existencia de una serie de tablas de descompresión que detallan los procedimientos para una descompresión segura. Se calculan mediante un modelo matemático basado en la teoría de Haldane y desarrollado según observaciones teóricas y empíricas, llevadas a cabo por diferentes escuelas, que han introducido algunas variaciones. En la actualidad, las tablas de descompresión han sido desplazadas por los descompresímetros digitales de pequeño tamaño, que calculan de forma muy precisa la situación descompresiva teórica que corresponde según a la profundidad, el perfil y la duración de la inmersión.
Otra técnica alternativa es la descompresión en tanque. El buceador se dispone en el interior de un tanque presurizado y después de forma gradual se reduce la presión hasta la presión atmosférica normal. La descompresión en tanque cobra especial importancia en el tratamiento de aquellas personas en las que aparecen síntomas de enfermedad por descompresión al cabo de varios minutos o incluso horas después de haber vuelto a la superficie. En estos casos, mediante esta técnica se vuelve a comprimir inmediatamente al buceador hasta un nivel profundo. Después se realiza la descompresión durante un periodo de tiempo varias veces mayor que el habitual.
Bucear y volar en avión puede ser muy peligroso, por esto se recomienda dejar pasar por lo menos 24 Horas, para que todos los gases como el nitrógeno salgan del cuerpo, de lo contrario los efectos de estos pueden ser mortales; enfermedad descomprensiva es la aparición de burbujas de nitrógeno en los tejidos al disminuir la presión ambiente a la que se encuentra nuestro organismo; hay múltiples factores que pueden favorecer la aparición de esta enfermedad y entre ellos se encuentra el viajar en avión después de haber buceado, incluso puede suceder si se sube a una montaña muy alta, los efectos de no seguir esta importante regla llevan a tener fuertes mareos, náuseas, vómito, la sensación de ardor insoportable debido a las burbujas de nitrógeno que intentan salir de la sangre a través de la piel, presión arterial inestable y desorientación.

#### Efectos bioquímicos

##### Equilibrio sanguíneo O2/CO2
Normalmente el O2, por ser el gas consumido para el metabolismo celular, presenta tensiones sanguíneas menores a las presiones parciales alveolares, en cambio el CO2, como producto de desecho, presenta tensiones sanguíneas mayores que las presiones parciales alveolares. Esto crea un gradiente de presiones en las interfases alveolo-sangre, que permiten el intercambio gaseoso. El cuerpo posee un mecanismo fisiológico que nos alerta cuando se ve sometido o se acerca a una situación de anoxia. Esta alarma fisiológica es la que produce la sensación de asfixia. El aumento de la tensión del CO2 en el flujo sanguíneo acarrea una ligera acidificación del pH sanguíneo debido a su transformación en ácido carbónico, este cambio es detectado por un par de receptores nerviosos en la arteria carótida y desencadenan el reflejo de asfixia. Luego no son las tensiones de los gases las que son directamente «reguladas» por el organismo, sino el pH del plasma sanguíneo, como indicador indirecto de estas tensiones. Es decir que nuestro mecanismo de alerta del riesgo de hipoxia depende invariablemente del cambio del pH sanguíneo debido al aumento de la tensión del CO2.
Cuando se incurre en una hiperventilación (aumento voluntario o involuntario de la frecuencia respiratoria), las presiones parciales alveolares de los gases y de las tensiones sanguíneas tienden a igualarse: aumenta la tensión sanguínea del O2 y disminuye la de CO2. El pH sanguíneo tiende a alcalinizarse y por lo tanto se retarda el reflejo de asfixia. Los buzos en apnea recurren con frecuencia a una corta hiperventilación en superficie, antes de la inmersión. Esto con el fin de oxigenar al máximo los tejidos y el aire contenido en los pulmones, pero también para retrasar la sensación de asfixia y maximizar así el tiempo de confort durante la inmersión. La otra cara de la moneda es el riesgo de provocar un accidente sincopal.
El síncope es la pérdida de conocimiento o desmayo breve, debido a una insuficiencia de aporte de oxígeno hacia el cerebro (Tensión O2 < 0,17 bar ). Básicamente es el efecto de la hipoxia. Tras una hiperventilación importante, los síntomas pre-sincopales (sensación de asfixia, vértigos y mareos) no aparecen y el síncope aparece instantáneamente y sin advertencia (y para un buzo que no sea asistido inmediatamente, las consecuencias serán mortales).
La insuficiencia de aporte de oxígeno puede ser causada por no respirar correctamente. El intercambio de oxígeno y dióxido de carbono se realiza únicamente en los pulmones; la boca, la garganta y la tráquea con “espacios muertos” que no intervienen en este intercambio. Al inhalar, el primer aire que llega al pulmón es el que ha quedado en los espacios aéreos muerto de la respiración anterior y por tanto será aire con alto contenido en dióxido de carbono. Si el buzo toma respiraciones superficiales, está inhalando proporcionalmente menos aire fresco y más dióxido de carbono. Básicamente está respirando aire de los espacios muertos. Por tanto la respiración superficial no es eficaz porque una cantidad muy pequeña del aire que mueve toma parte en realidad en el intercambio gaseoso. La respiración profunda es una respiración más eficaz.

##### Toxicidad de los gases
- Hipoxia por monóxido de carbono (CO): la aparición de monóxido de carbono solo es posible en buceadores que utilicen bombonas de compresión con altas presiones. En estas, el mal uso del lubricante para los cilindros del compresor produciría una combustión parcial que liberaría el CO. El método de acción en nuestro organismo es el mismo en la superficie del mar (presión de 1 atm) que a profundidad, ya que su toxicidad siempre es muy alta para los seres humanos. El monóxido de carbono tiene una gran afinidad por la  hemoglobina presente en los eritrocitos o glóbulos rojos desplazando la unión del oxígeno (menos afín que el anterior), por tanto la llegada de O2 a los tejidos se ve gravemente disminuida (Hipoxia) produciendo efectos variados como dolores de cabeza, somnolencia, vértigo llegando al desmayo e incluso la muerte. Algunas de las características de los intoxicados por CO son la rojez de sus labios y un tono de piel muy blanquecino.
- Hipercapnia: La producción de dióxido de carbono CO2 es un proceso natural en el ser humano siendo los niveles habituales de presión parcial en los alveolos en torno a los 40 mm de Hg. El descenso no produciría cambios en esta presión (como si ocurre en el N2, explicado más adelante),  es más si se sigue con ciclos de inspiración y espiración normales se mantendrá a los mismos niveles como si estuviera en tierra. Solo se produce el aumento del mismo debido a los propios sistemas de respiración. Cuando se utilizan tubos el espacio muerto alveolar aumenta su volumen permitiendo la acumulación del CO2 espirado. Este podrá ser reinspirado e incorporado al volumen de reserva. El buceador no tendrá problemas hasta que los niveles de PCO2 no lleguen a 80 mm Hg, gracias a métodos de compensación como aumento de la frecuencia respiratoria (y por tanto de la espiración para expulsar el CO2). Pero a partir de este nivel, el centro de respiración se deprime y pierde su acción produciéndose acidosis respiratoria, fatiga, obnubilación llegando a inconsciencia.
- Hiperoxia:  a partir de tensiones tisulares superiores a los 0,5 bar, el oxígeno empieza a tomar un carácter tóxico que se consolida completamente cuando su tensión tisular alcanza 1,4 bar. Debido al  aumento en la presión de oxígeno hacia miles de mmHg, gran parte del oxígeno pasa a estar disuelto en el agua de la sangre, además del que permanece unido a la hemoglobina. Estas elevadas presiones parciales de oxígeno hasta niveles tan críticos, hacen que el mecanismo amortiguador hemoglobina-oxígeno no funcione adecuadamente, y con lo cual, no se pueda mantener la presión parcial de oxígeno tisular en su rango normal, que se sitúa entre unos 20 y 60 mmHg. Este desfase en la presión parcial de oxígeno tisular puede resultar muy perjudicial para muchos tejidos corporales.

Al respirar oxígeno a una presión de aproximadamente 4 atm, o lo que es lo mismo, 3040 mmHg, se producirán convulsiones que irán seguidas de coma, causando la muerte rápida (de 30 a 60 minutos) de los buceadores. Esto es lo que se conoce como intoxicación aguda por oxígeno. Pero además de las convulsiones, se pueden producir otros síntomas como son náuseas, calambres musculares, trastornos de la visión, mareo, desorientación e irritabilidad. El ejercicio que se requiere durante el buceo hace que los síntomas de esta intoxicación, acompañados de su gravedad, aparezcan mucho antes que si se estuviese sumergido a la misma profundidad pero en reposo.
Bajo esas presiones parciales el O2 se disocia en radicales libres (peróxido de hidrógeno H2O2 y radicales hidróxilo ·OH). Incluso cuando la presión parcial de oxígeno tisular se encuentra en un rango normal (40 mmHg aproximadamente), se forman radicales libres, pero en pequeñas cantidades. Para solucionar este problema los seres humanos tenemos una serie de enzimas en nuestros tejidos como son las peroxidasas, las catalasas o las peróxido dismutasas que eliminan rápidamente estos radicales. Por lo tanto, si el mecanismo amortiguador hemoglobina-oxígeno consigue mantener la PO2 en un rango normal, se eliminarán los radicales libres de forma adecuada. Sin embargo, esto no ocurre cuando aumenta mucho la PO2 alveolar (por encima de 2 atm), ya que el mecanismo amortiguador de hemoglobina-oxígeno falla y no puede mantener la PO2 tisular en su rango normal, lo que conllevará una acumulación de los radicales libres debido a la inundación de los sistemas enzimáticos diseñados para eliminarlos.
Uno de los principales efectos que produce esto, es que los ácidos grasos poliinsaturados de las membranas celulares se oxidan, entonces se  inhibe la función celular a nivel de la membrana. Este efecto sobre la membrana celular afecta especialmente el sistema nervioso (la membrana celular de las neuronas y su delicado equilibrio de electrolitos y sustancias mensajeras son la clave de la transmisión de los impulsos nerviosos). Por lo tanto, aunque todos los tejidos se ven afectados por igual, su efecto neurotóxico es el que reviste mayor gravedad. El sistema nervioso regula y controla la mayoría de las funciones vitales.
Otro efecto que produce es la oxidación de algunas enzimas celulares, causando lesiones en los sistemas metabólicos celulares.
Además de esto, la intoxicación crónica del oxígeno puede provocar alteraciones pulmonares. Una persona que está expuesta durante un tiempo prolongado a una presión de oxígeno de 1 atm no padecerá la toxicidad aguda del sistema nervioso central descrita anteriormente, sin embargo cuando la persona está expuesta a esta presión durante un tiempo superior a 12 horas, empezará a aparecer una congestión de las vías aéreas pulmonares, edema pulmonar, y atelectasia. Esto se debe a que los espacios aéreos de los pulmones están expuestos directamente a esa elevada presión de oxígeno. Pero esto no ocurre en los demás tejidos corporales, ya que en esos tejidos el oxígeno se libera a una PO2 casi normal por la actuación del sistema amortiguador hemoglobina-oxígeno.
El riesgo de hiperoxia dicta los límites de seguridad del buceo autónomo con aire. En España el límite máximo de profundidad para el buceo recreativo se establece en 40 m, y en 55 m para inmersiones excepcionales. También la asociación P.A.D.I. establece el límite del buceo recreativo en 40 m,18 si bien muchas asociaciones recomiendan y/o exigen no superar los 18-20 m de profundidad con las titulaciones básicas.
- Narcosis de nitrógeno:  El aire es una combinación de gases entre los que el nitrógeno ocupa un gran volumen con medidas de hasta un 75~80 %. Por ello se deduce que en condiciones normales y a nivel del mar (presión de 1 atm) no presenta ningún tipo de efecto en el organismo de un ser humano. No puede decirse que ocurra lo mismo en altas presiones como ocurre en el submarinismo donde se perdería esa estabilidad (léase presiones parciales y tensiones tisulares).  Cuando se permanece periodos largos de tiempo (1 o 2 horas) a cierto nivel de profundidad, producen efectos reversibles sobre el sistema nervioso. Empezando con 36 metros de profundidad donde el buceador experimenta alegría o euforia  junto a disminución de la atención a la seguridad o los detalles. Seguimos descendiendo 45 a 60 metros, es la fase o zona de somnolencia con desorientación, pérdida de memoria y pesadez corporal. Al igual que ocurre desde los 60 a los 75 metros donde el buceador carece de fuerza para realizar cualquier tipo de movimiento y realiza con torpeza las tareas más sencillas. Por último a  partir de los 75 metros (una presión de 8,5 atm) se puede llegar al desmayo o pérdida del conocimiento provocando el ahogamiento.  Estos efectos son en general similares a los debidos a la intoxicación por alcohol o a las sustancias narcóticas y es por esto que reciben el nombre de "narcosis". Son los buzos autónomos con aire los expuestos a este tipo de efecto, pudiéndose dar casos muy por encima de los 30 m de profundidad, dependiendo del estado general del buzo. Se cree que su efecto es debido a los mismos que realizan los anestésicos con interrupción o alteración de la conductividad de las membranas neuronales y por tanto de la excitabilidad neuronal.

## Otros usos del término
En Venezuela la palabra buceo tiene una connotación peyorativa, ya que se refiere a la acción de mirar a una persona con deseo sexual (lo que vulgarmente se llama "desnudar con la mirada").